# 防彈少年團發展歷程

## 發展歷程
— 部曲系列參考於官方說明與新聞稿。

### 2013年－2014年：出道曲《No More Dream》、“學校三部曲”系列
2013年

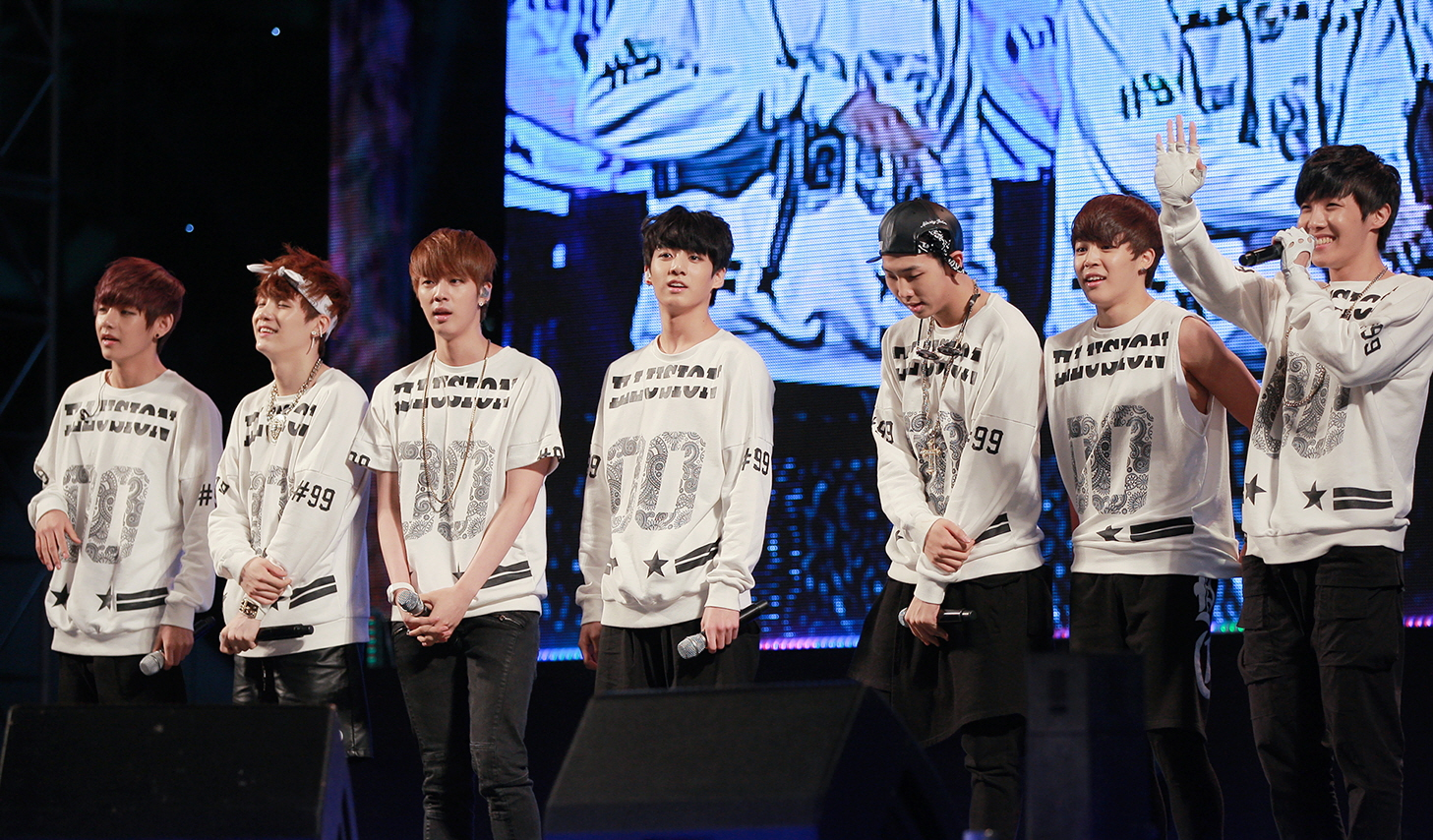
10月13日的防彈少年團

5月20日，防彈少年團官方網站暫時關閉並且進入出道倒數計時。27日，公開首支出道預告，藉此傳達防彈少年團的團體理念與音樂走向。 3日至5日，公開七名成員出道概念照，整個團體歷時三年培訓。 
6月7日，公開出道歌曲〈No More Dream〉第一個預告，Rap Monster唱道：「面對偏見和挑戰，我們將為我們這一代和音樂而戰。」。12日，首張單曲《2 COOL 4 SKOOL》發行，以青少年們煩惱的「夢想」為主題。。13日，於Mnet《M! Countdown》第一個出道舞台，防彈少年團正式出道。
9月3日，防彈少年團第一個專屬綜藝節目《新人王Channel防彈》在SBS MTV開播。11日，首張迷你專輯《O! R U L8, 2?》發行，主打曲〈N.O〉傳達出「不要活在別人給予的框架裡，必須自己找尋自己的幸福」的意念。11月14日，獲得出道後首座新人獎：Melon Music Awards最佳新人獎。 12月7日，首度進軍日本，在日本澀谷O-WEST舉辦首場日本Showcase。
2014年

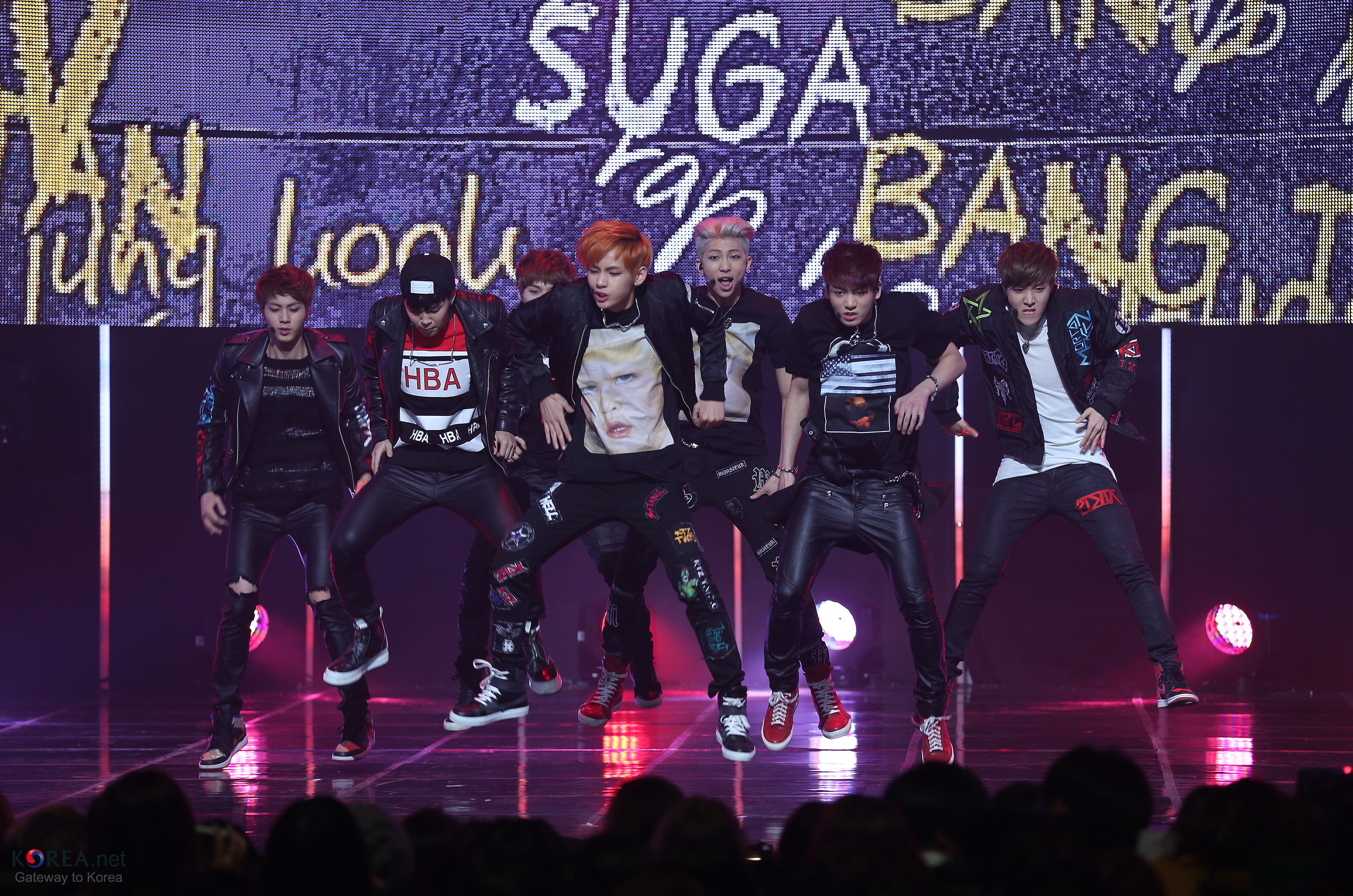
2014年《M Countdown》上的防彈少年團

2月12日，發行第二張迷你專輯《Skool Luv Affair》，主打曲〈Boy In Luv〉，後續曲〈Just One Day〉，以青少年的「愛情」為主題，藉著歌詞吶喊：「愛情要火熱，唱歌要直率。」由成員們親自參與製作，透過音樂替同年齡的少年說出心裡話，並以主打曲〈Boy In Luv〉第一次入圍音樂節目一位候補。
5月14日，發行首張特別專輯《Skool Luv Affair Special Addition》，主打曲〈Miss Right〉。8月20日，發行首張正規專輯《DARK & WILD》，主打曲〈Danger〉，後續曲〈War of Hormone〉。
10月17日，以韓國首爾站為起點，之後2014年至2015年期間，分別造訪日本神戶、東京、菲律賓馬尼拉、新加坡、泰國曼谷、台灣台北、馬來西亞、澳洲雪梨、墨爾本、美國紐約、達拉斯、芝加哥、洛杉磯、墨西哥、巴西、智利以及香港，完成13國18個城市共8萬名觀眾的世界巡迴演唱會《BTS LIVE TRILOGY：EPISODE Ⅱ. THE RED BULLET》。

### 2015年－2016年上半年：RM首张Mixtape《RM》、“花樣年華”系列
2015年

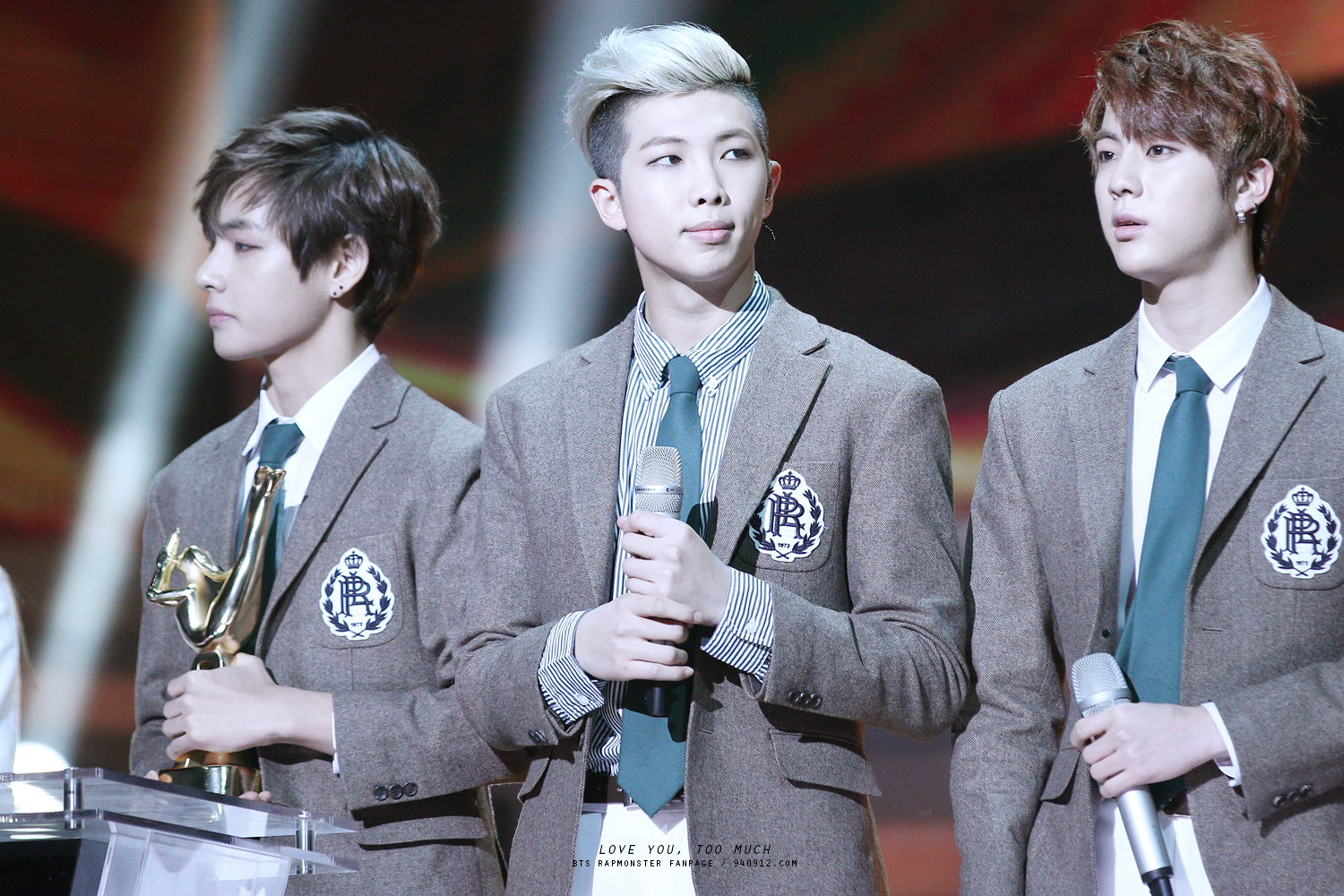
在第29屆金唱片獎的V、RM、Jin

3月20日，成員Rap Monster以藝名「RM」推出首張同名混音帶。4月29日，發行第三張迷你專輯《花樣年華 pt.1》，主打曲〈I NEED U〉。接着以〈I NEED U〉獲得出道後首次的音樂節目冠軍，分別奪下五個節目的冠軍而成為五冠王。
11月27至29日，首次在首爾奧林匹克公園SK手球競技場舉行單獨演唱會《2015 BTS LIVE 花樣年華 on stage》，以「花樣年華」系列為主題，在演唱會中首次公開新專輯初舞台以及首次全場樂團Live伴奏。
11月30日，發行第四張迷你專輯《花樣年華 pt.2》，主打曲〈RUN〉，延續前一張專輯的火熱，再次獲得多個音樂節目冠軍。
12月19日，《花樣年華 pt.2》在美國告示牌列位告示牌200第171名，並且在發行六週後，於美國美國告示牌世界專輯榜逆襲獲得第一名。
2016年上半年
《花樣年華 pt.2》發行6週後，取得美國美國告示牌世界專輯榜K-POP史上最初逆行，之後蟬聯4週冠軍且連續15週TOP 10，成為K-POP史上同一專輯最長時間位居第一名和最長期間TOP10紀錄保持人。3月21日，美國權威財經雜誌《富比士》為紀念Twitter創立10週年公佈統計，防彈少年團成為過去30天被轉發次數最高的全球藝人，高達539萬次。
5月2日，發行第二张特別專輯《花樣年華 Young Forever》，主打曲〈FIRE〉，登上美國Billboard 200第107名。5月7日至8日，首次在首爾奧林匹克公園體操競技場舉辦演唱會《2016 BTS LIVE 花樣年華 on stage : epilogue》。6月9日，以台灣台北站為起點，開始展開演唱會《花樣年華 on stage: epilogue》海外亞洲巡迴。於8月14日日本東京為終點，總共歷經10個城市14場演出，動員14萬4000名觀眾。

### 2016年下半年：SUGA首張Mixtape《Agust D》、正規二輯《WINGS》、V以本名金泰亨演員出道
2016年下半年
8月16日，成員SUGA出道後以藝名「Agust D」首次發表同名Mixtape。9月7日，防彈少年團發行日本第二張正規專輯《YOUTH》。

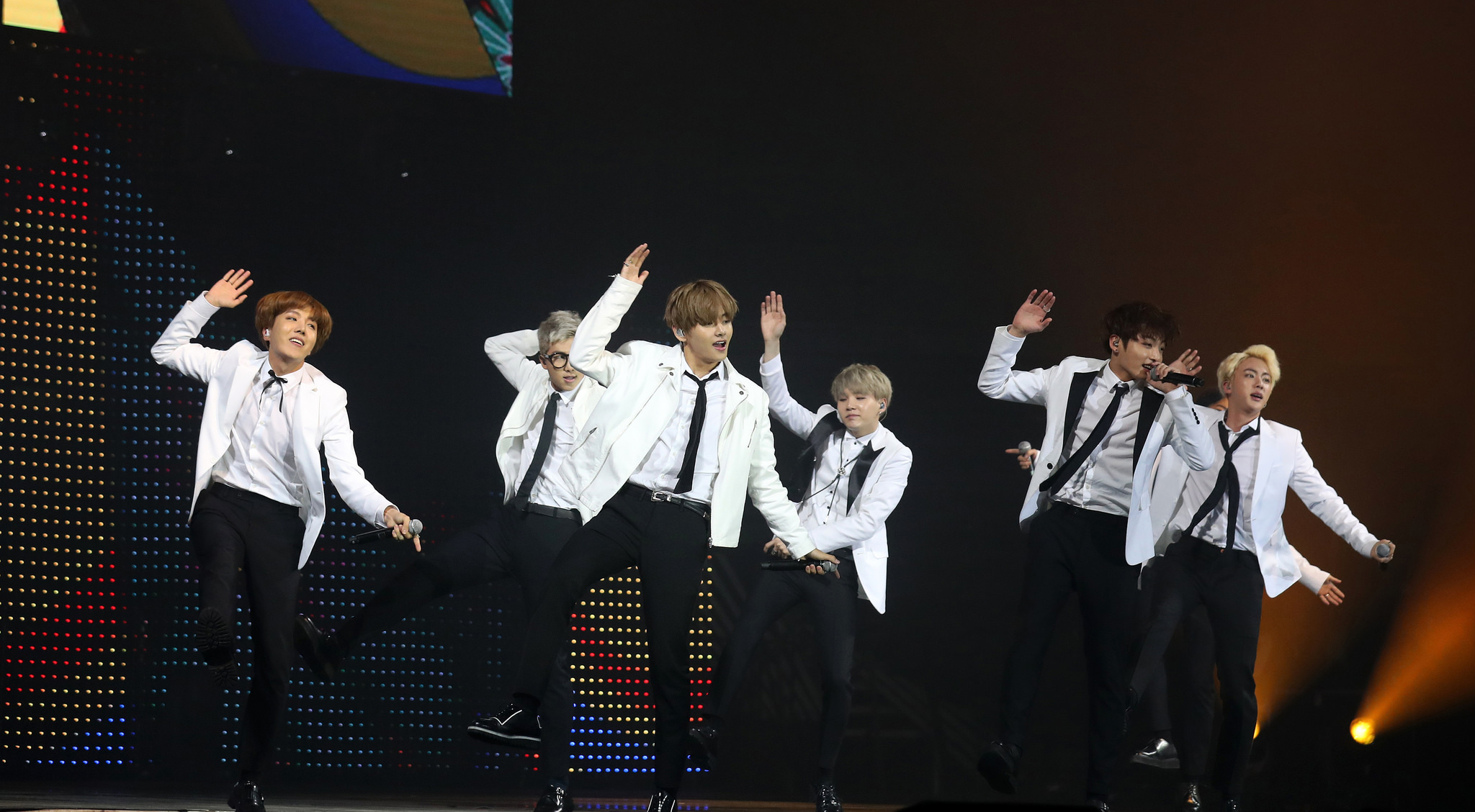
在巴黎貝爾西體育館舉辦的KCON進行演出的防彈少年團

10月10日，發行韓國第二張正規專輯《WINGS》，主打曲為〈血汗淚 (Blood Sweat & Tears)〉。防彈少年團憑藉此專輯獲得許多紀錄：第一個以韓語正規專輯登上美國iTunes專輯榜的韓國歌手；第一個進入「英國金榜」（Official Charts）專輯前百大並且空降第62名的韓國歌手；第一個連續三次登上美國《告示牌》「Billboard 200」的韓國歌手，並且在美國告示牌Billboard 200以第26名及加拿大專輯排行榜第19名刷新韓國團體最高紀錄，專輯15首歌曲全部進入世界數位歌曲榜；發佈7小時後登上美國iTunes專輯榜冠軍，成為第一個以正規專輯創下此紀錄的K-POP團體，並且連續2天佔據美國iTunes專輯榜第一名；第一個停留美國告示牌200超過一週的韓國歌手；第一個被美國FUSE TV選入「最佳專輯20」的韓國專輯，而他們也憑藉〈血汗淚〉空降加拿大百強單曲榜第86名。2018年防彈少年團首部電影紀錄片《Burn The Stage: The Movie》便正正記錄了這張正規二輯《WINGS》的世界巡迴演唱會《THE WINGS TOUR》的花絮。
10月25日，〈DOPE〉MV突破一億觀看次數，成為第一個非三大公司出身而MV觀看次數超過一億的韓國團體。
11月19日，在2016年甜瓜音樂獎獲得「TOP10獎」和「年度最佳專輯獎」。
12月2日，在2016年Mnet亞洲音樂大獎獲得「最佳舞蹈表演男子團體獎」和大賞「年度歌手」，成為第一個非三大公司出身且得到年度歌手獎的團體。12月22日，美國《告示牌》以《WINGS》進入「Billboard 200」前30名，並且刷新K-POP多項紀錄」為由，將《WINGS》選為「2016年十大最佳K-POP專輯」第一名。
12月19日，成員V主演的古裝劇《花郎》首播，出演昔翰星一角。
成為防彈少年團中首位挑戰演技的成員，並與成員Jin演唱《花郎》的OST〈죽어도 너야（非你不可）〉。

### 2017年上半年：特别三輯《YOU NEVER WALK ALONE》、首度於《美國告示牌音樂獎》獲獎
2017年上半年
2月13日，發行第三張特别專輯《YOU NEVER WALK ALONE》。歌曲隨即佔據各大線上音樂排行榜的前十名，其中主打曲〈春日〉登上Melon等韓國八大音源實時榜冠軍，並位列美國iTunes單曲榜第八名，成為第一個進入該排行榜前10名的韓國團體。

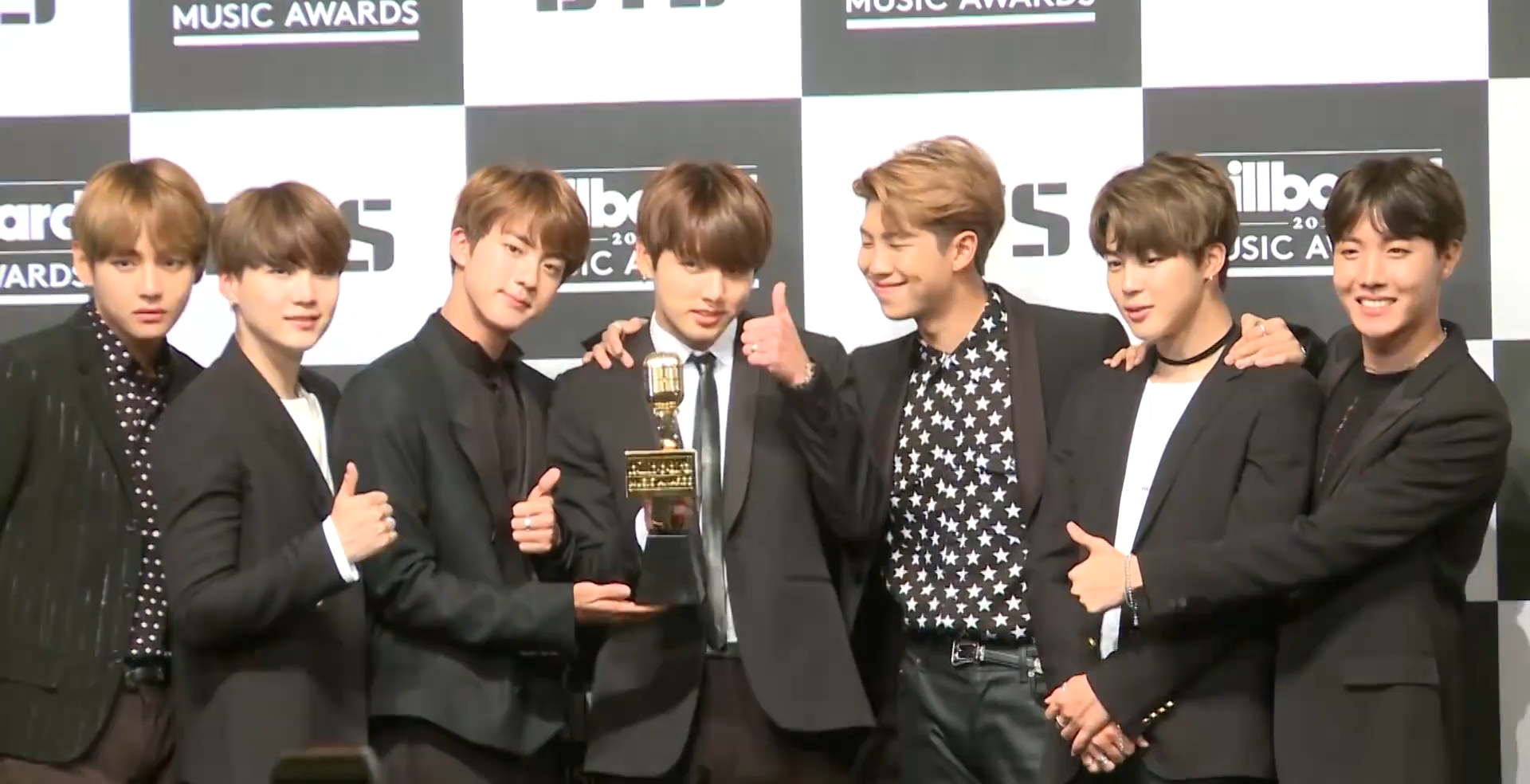
在第24屆《美國告示牌音樂獎》獲頒最佳社群媒體藝人獎項的防彈少年團

2月20日，公開第二支主打曲〈Not Today〉的音樂錄影帶，並在21小時37分鐘後突破一千萬觀看次數，刷新K-POP團體音樂錄影帶最快突破千萬的里程碑，而此項記錄保持至6月22日。
2月22日，特别三輯《YOU NEVER WALK ALONE》空降Billboard 200第61名，成爲首位連續4張專輯進入Billboard 200的韓國歌手。
2月23日，防彈少年團出道以來首次登上《韓國富比士》年度名人榜，在2017年排行榜列位第5名。
3月23日，宣布日本唱片公司改簽環球音樂，成為品牌Def Jam唱片公司旗下歌手，首張作品為。4月13日，防彈少年團入圍第24屆《美國告示牌音樂獎》獎項「最佳社群媒體藝人」，成為首個入圍《美國告示牌音樂獎》的亞洲歌手。
4月20日（美國時間），獲得美國頒獎典禮第9屆《Shorty獎》Arts & Entertainment類別的最佳音樂獎，成為首個獲頒《Shorty獎》獎項的亞洲歌手。
5月21日（美國時間），防彈少年團在第24屆《美國告示牌音樂獎》獲頒「最佳社群媒體藝人」，並且以3億的投票數打破了Billboard紀錄，成為此獎項設立以來第一個獲獎的亞洲歌手，出道4年後首次獲得海外主要獎項。
7月4日，於各大線上音樂網站發行〈Come Back Home〉，是徐太志與孩子們出道廿五週年紀念翻唱企劃《TIME：TRAVELER》的第一首歌曲。5日，在CJ E&M和徐太志官方YouTube頻道公開音樂錄影帶，不到兩小時便吸引破百萬人觀賞，美國音樂媒體FUSE TV和美國告示牌皆撰寫了專文介紹。

### 2017年下半年：“LOVE YOURSELF”系列首張專輯《LOVE YOURSELF 承 'Her'》
2017年下半年

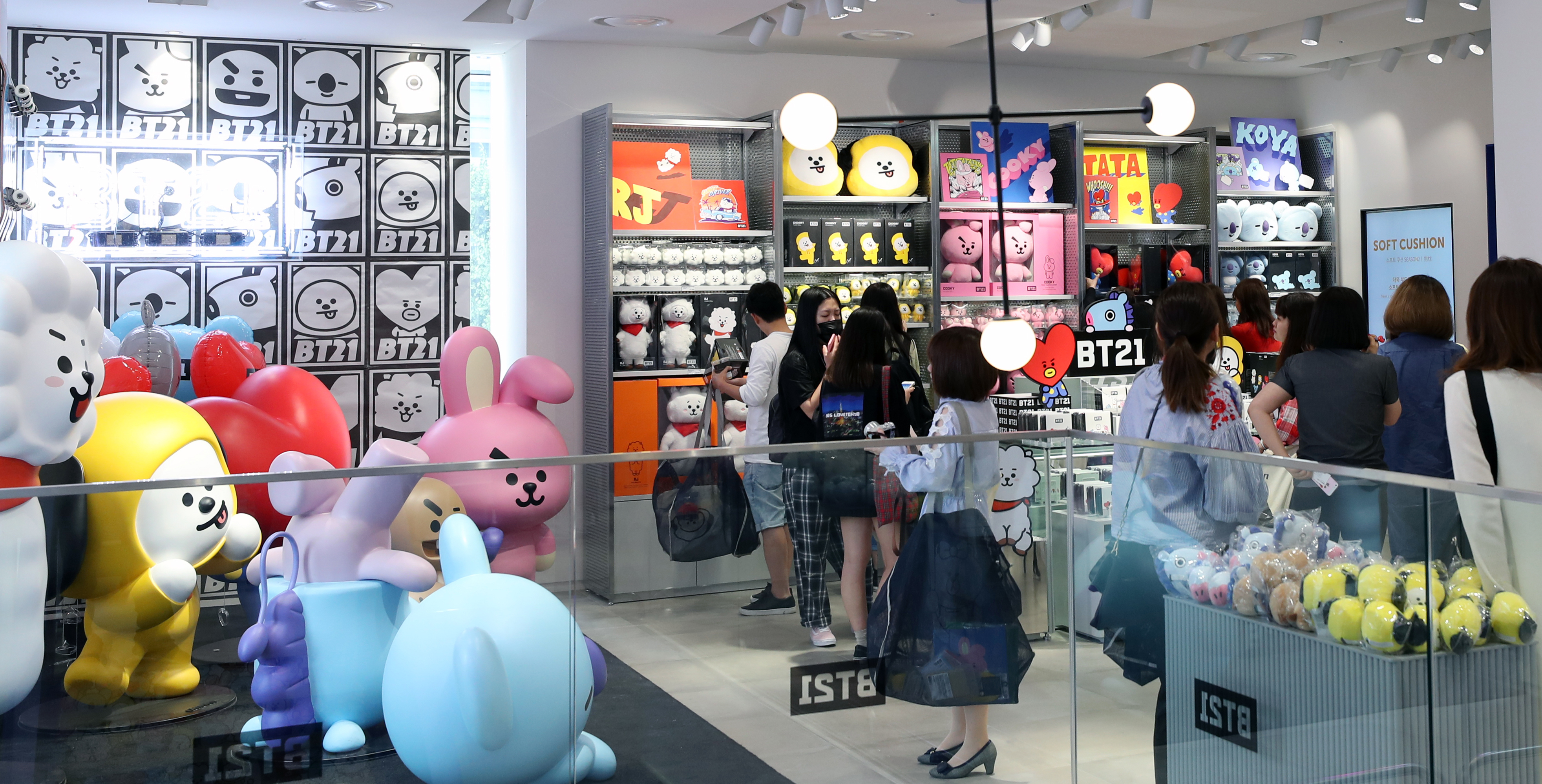
位於首爾麻浦區的「BT21」企劃實體店

8月11日，官方網站公開《LOVE YOURSELF》新系列故事的首款預告海報，宣告繼「學校三部曲」系列和「花樣年華」系列之後，防彈少年團的新系列主題為「LOVE YOURSELF」。
9月5日，防彈少年團公開新專輯《LOVE YOURSELF 承 'Her'》的專輯預告影片〈Serendipity〉，由成員Jimin出道以來首次擔任專輯預告影片主演及獨唱。〈Serendipity〉的陪襯下登場，穿梭在不同空間，給人一種猜不透的神秘氛圍。
9月18日，防彈少年團時隔7個月攜他們最新主題「LOVE YOURSELF」的系列首張專輯《LOVE YOURSELF 承 'Her'》回歸韓國樂壇，主打曲為〈DNA〉，音樂錄影帶以8小時5分的用時紀錄成為韓國團體中用時最短突破千萬點閱率的歌手，並以20小時48分的最快用時紀錄突破二千萬點閱率，主打曲〈DNA〉首日播放量亦達到新紀錄2097萬。
9月19日，〈DNA〉登上Spotify的「Global Top 50」榜單中排在第50位，是有史以來第一個登上Spotify榜單的韓國團體。9月25日，《LOVE YOURSELF 承 'Her'》空降美國《告示牌》「Billboard 200」第7位，成為首個進入該榜單前十名的韓國歌手。此外，防彈少年團首次成功以《LOVE YOURSELF 承 'Her'》的主打曲〈DNA〉打進「Billboard Hot 100」的85位，是第2個進入「Billboard Hot 100」的韓國歌手，一週後，名次上升至第67名，寫下以韓國團體打進Billboard Hot 100的最高名次紀錄。。而專輯推出後在九月份便已賣出120萬3,533張，並登上Gaon音樂榜該月份專輯銷量榜冠軍，同時是Gaon銷量榜史上唱片銷售最多的歌手，是時隔16年再有韓國歌手突破120萬銷量。
9月26日，即時通訊軟體與行動應用程式《LINE》宣佈「LINE FRIENDS」企劃與防彈少年團合作推出全新概念卡通角色系列「BT21」企劃。由防彈少年成員們親自設計並參與角色創造過程，共創造出8種充滿魅力的個性化角色「宇宙明星BT21」：來自BT星球的TATA，在與VAN一起旅行途中意外登陸地球，立志成為地球上的超級巨星，因此與RJ、CHIMMY、COOKY、MANG、SHOOKY和KOYA這些夥伴組成BT21。自企劃推出之後，已發行各種LINE貼圖與相關週邊商品，並在韓國首爾清潭洞、梨泰院、美國紐約、韓國仁川機場等地商店進行商品販售。

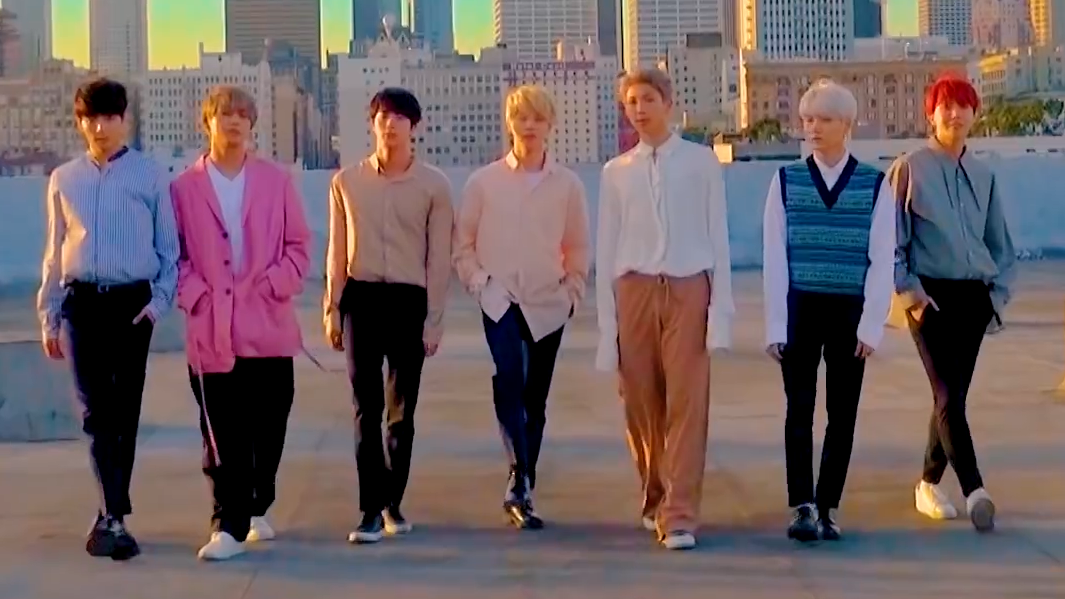
於美國洛杉磯的防彈少年團

11月13日，Big Hit娛樂公告隊長金南俊官方藝名由「Rap Monster」更換成「RM」。原因在於隨著防彈少年團出道時間越長，整體的音樂風格也越來越多樣化。他未來也將會做出更加多元的音樂，不僅限於「Rap」，所以決定更改藝名。
11月19日，防彈少年團獲邀出席2017全美音樂獎頒獎典禮，成為首個登上全美音樂獎的韓國團體，並帶來專輯《LOVE YOURSELF 承 'Her'》主打曲〈DNA〉的首場美國演出。
12月1日，防彈少年團在2017年Mnet亞洲音樂大獎獲得最佳音樂錄影帶以及最佳亞洲風尚獎（香港），並蟬聯年度歌手，共獲得三個獎項。12月2日，防彈少年團在2017年甜瓜音樂獎獲得年度歌曲獎、最佳音樂錄影帶、全球藝人獎以及TOP 10，共計四個獎項。
12月4日，歌曲〈MIC Drop〉成功以第28名打進「Billboard Hot 100」，刷新自身歌曲〈DNA〉獲得第67名的紀錄，寫下以韓國團體打進「Billboard Hot 100」最高名次的新紀錄。

### 2018年上半年：j-hope首張Mixtape《Hope World》、正規三輯《LOVE YOURSELF 轉 'Tear'》
1月11日，防彈少年團在第32屆金唱片獎獲得3個獎項，並以專輯《LOVE YOURSELF 承 'Her'》首次獲得金唱片大賞。1月25日，在第27屆首爾歌謠大賞獲得2個獎項，首次獲得首爾歌謠大賞。

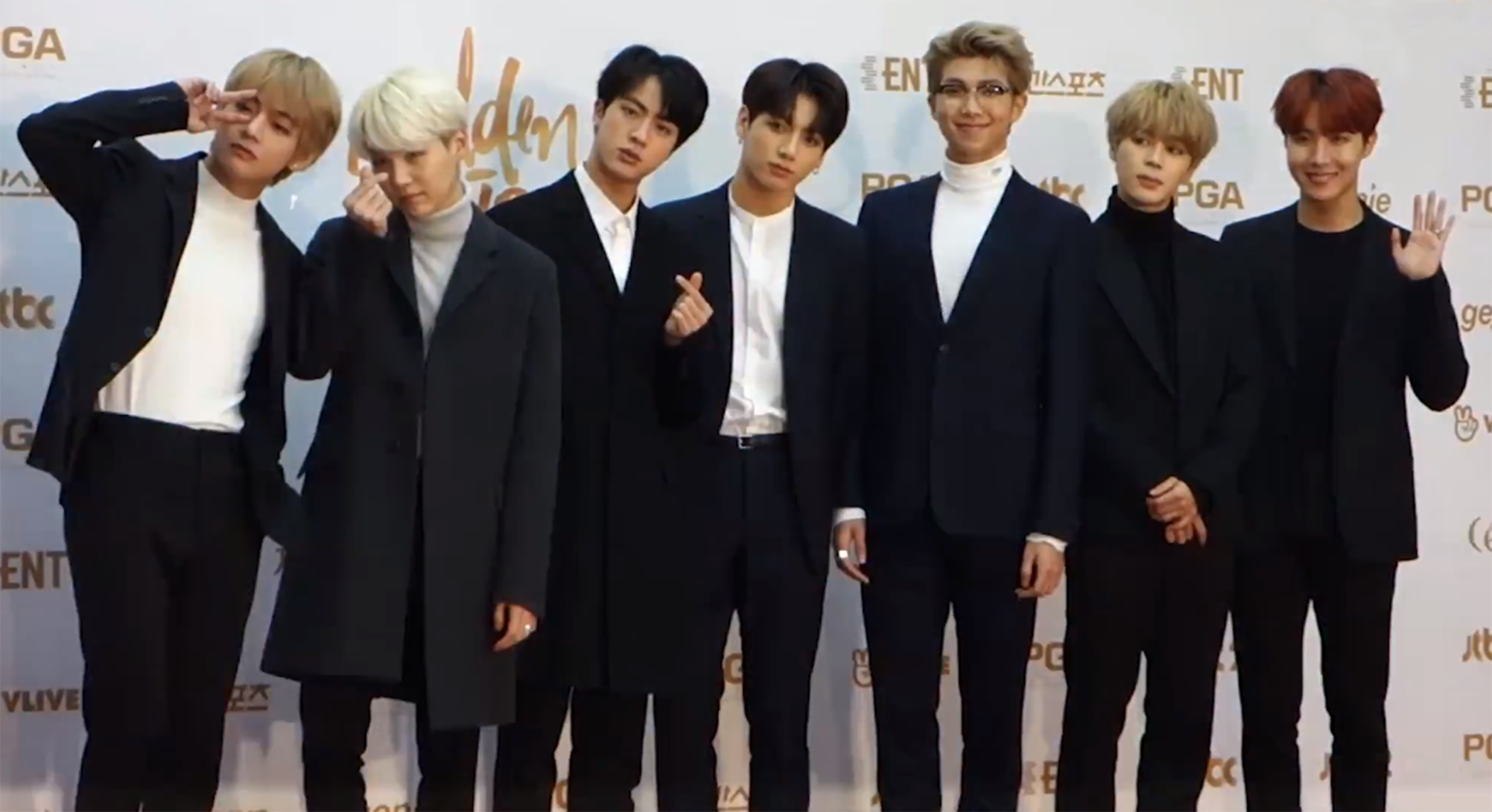
在第32屆金唱片獎紅毯上的防彈少年團

2月6日與9日，歌曲〈MIC Drop〉和〈DNA〉分別在美國唱片業協會獲得黃金認證，成為首個獲得美國唱片業協會認證殊榮的韓國團體。
3月2日，成員j-hope推出首張Mixtape《Hope World》，並登上75個國家及地區iTunes專輯榜一位，是韓國solo歌手專輯的最高紀錄。而《Hope World》中歌曲〈Daydream〉和〈Airplane〉的音樂錄影帶分別於3月2日和3月7日（韓國時間）發佈。3月27日，防彈少年團登上《韓國富比士》年度名人榜，在2018年排行榜列位第1名並成為首個登上榜首的非三大公司出身韓國團體。
4月4日，防彈少年團發佈第三張日本正規專輯《FACE YOURSELF》，並登上49個國家及地區的iTunes專輯榜一位專輯推出當天即時以售出188,085張進佔Oricon專輯日榜冠軍，專輯週榜中則售出282,032張摘下冠軍，成為在日本發行專輯首週銷量最高的韓國團體。
4月6日，防彈少年團釋出了〈Euphoria : Theme of Love Yourself 起 Wonder〉影片，影片與先前「花樣年華」系列有互相呼應有著從結尾重生的意味，強調出少年成長的過程。〈Euphoria〉由成員柾國獻唱。
4月10日，日本正規三輯《FACE YOURSELF》空降Billboard 200第43名，成為防彈少年團第六張進入Billboard 200的專輯。
4月17日，所属社Big Hit娛樂宣布防彈少年團將於5月18日攜第三張正規專輯《LOVE YOURSELF 轉 'Tear'》回歸樂壇。
4月24日，防彈少年團二度入圍Billboard Music Awards獎項「Top Social Artist」。Billboard也在同一日宣布防彈少年團將會出席頒獎典禮，並首次演唱將於5月發行的新歌，「世界級回歸舞台」引起全球歌迷關注。
4月27日，官方釋出世界巡演的首波資訊，本次的世界巡演「LOVE YOURSELF」，除了首站首爾外，也將從9月起陸續造訪北美及歐洲主要城市。目前已公開的巡演城市，有美國洛杉磯、奧克蘭、沃斯堡、紐華克、芝加哥、加拿大哈密爾頓、英國倫敦、荷蘭阿姆斯特丹、德國柏林及法國巴黎防彈少年團將造訪11個城市，舉辦22場演出。
5月2日，防彈少年團第三張正規專輯《LOVE YOURSELF 轉 'Tear'》新歌歌名〈FAKE LOVE〉曝光，防彈少年團將重返美國 NBC 頻道的知名談話性節目《艾倫·狄珍妮秀》搶先表演新歌〈FAKE LOVE〉。5月7日，防彈少年團釋出《LOVE YOURSELF 轉 'Tear'》的專輯預告〈Singularity〉，由成員V單獨出鏡以及獨唱，影片上線不到半天，觀看次數已超過1000萬。〈Singularity〉發布15小時就突破千萬點閱，成為韓國個人歌手中最快紀錄。
5月18日，在韓國時間18時，官方YouTube頻道公開了〈FAKE LOVE〉音樂錄影帶，以4小時55分的用時紀錄成為韓團中用時最短突破千萬點閱率的歌手，刷新防彈少年團自身最佳記錄，也成為全球以及韓國歌手中用時最短突破千萬點閱率的歌手。5月19日，〈FAKE LOVE〉音樂錄影帶以8小時54分的成績突破2千萬觀看次數，16小時的成績突破3千萬觀看次數，〈FAKE LOVE〉在公開首日達到4096萬觀看次數。

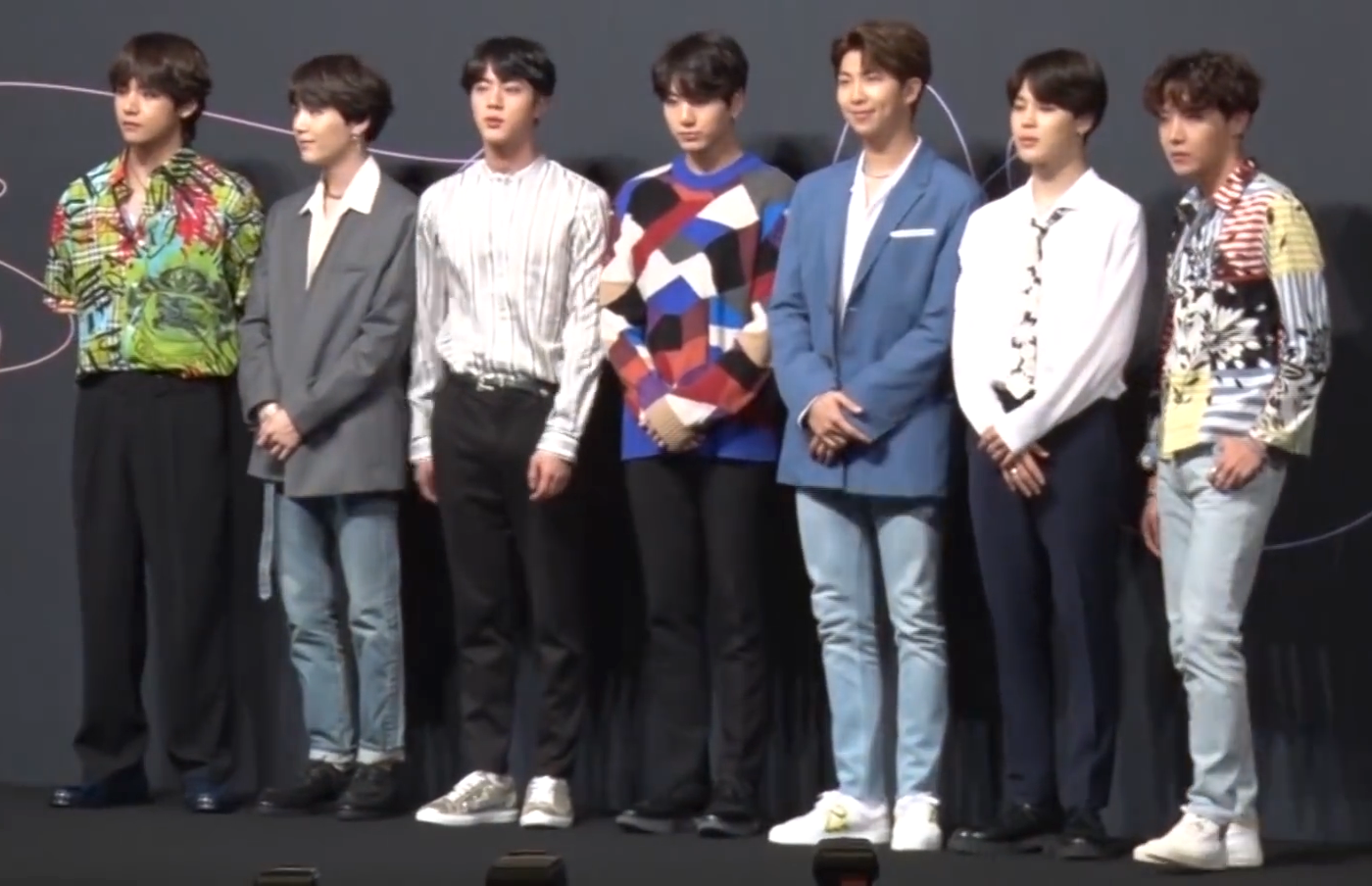
出席《LOVE YOURSELF 轉 'Tear'》發表會的防彈少年團

5月20日（美國時間），防彈少年團在第25屆《美國告示牌音樂獎》再度獲頒「最佳社群媒體藝人」獎項，並且帶來《LOVE YOURSELF 轉 'Tear'》主打曲〈FAKE LOVE〉的表演舞台。
5月27日，正規三輯《LOVE YOURSELF 轉 'Tear'》主打曲〈FAKE LOVE〉音樂錄影帶以8天8小時的用時紀錄於YouTube上突破1億觀看次數，打破自身歌曲〈DNA〉原先所保持的用時紀錄，成為韓國團體用時最短突破1億觀看次數，〈FAKE LOVE〉刷新防彈少年團自身歌曲中的最佳記錄，亦成為全球用時時間第七快突破1億觀看次數的音樂錄影帶。
5月28日，正規三輯《LOVE YOURSELF 轉 'Tear'》發行首週於美國告示牌Billboard 200榜單獲得第一名，該成績是韓國歌手亦是亞洲歌手首次締造的紀錄。《LOVE YOURSELF 轉 'Tear'》在截至24日的統計中一共獲得135,000分，成為韓國史上首張登頂Billboard 200排行榜的專輯，《LOVE YOURSELF 轉 'Tear'》也是2006年後首次登上Billboard 200冠軍的非英文專輯。
5月29日，正規三輯《LOVE YOURSELF 轉 'Tear'》主打曲〈FAKE LOVE〉空降Billboard Hot 100排行榜第10名，是防彈少年團第三首進入Billboard Hot 100榜單的歌曲，亦是韓國團體的歌曲首次於該排行榜中排名前十名。

### 2018年6月至8月：「LOVE YOURSELF」系列終章特別專輯《Love Yourself 結 'Answer'》
6月8日，根據韓國《Gaon音樂榜》發表的5月專輯排行榜資料，《LOVE YOURSELF 轉 'Tear'》 推出14天售出166萬4041張，奪得「月專輯排行榜」之冠，創下Gaon統計史上「單月最高銷售紀錄」。防彈少年團的專輯銷售成績是《Gaon音樂榜》統計史上的最高紀錄，亦是時隔17年8個月，首度有專輯銷量突破166萬張。

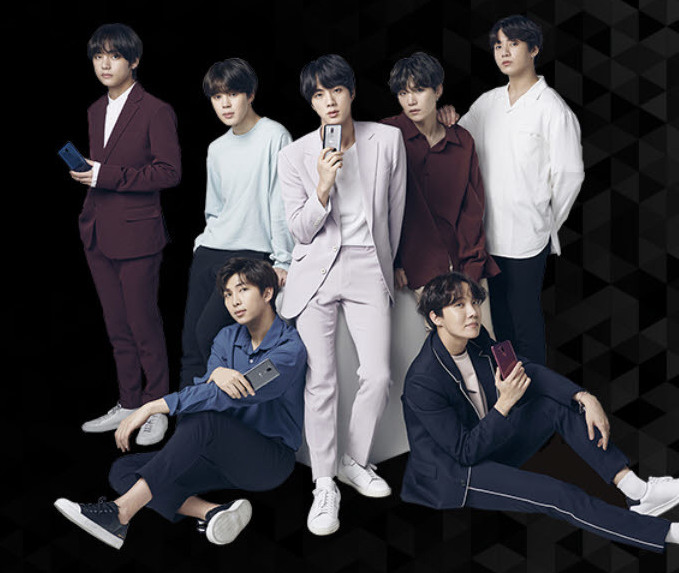
防彈少年團的LG手機廣告

6月9日，〈DNA〉音樂錄影帶歷時262天突破4億觀看次數，成為防彈少年團首個突破4億觀看次數的音樂錄影帶，亦是首個韓國團體突破4億觀看次數。
6月27日，正規三輯《LOVE YOURSELF 轉 'Tear'》於Billboard 200名列第27名，主打曲〈FAKE LOVE〉則仍在Billboard Hot 100第65名。
再次刷新自身去年以《LOVE YOURSELF 承 'Her'》及主打曲〈DNA〉連續四週入榜最佳成績，亦再度更新韓國歌手於告示牌創下的最佳紀錄。
6月29日，美國《TIME》將防彈少年團列為「於網路最具影響力的25名人」之一，成為連續兩年登上該名單的首個韓國歌手。
7月11日，所屬經紀公司Big Hit娛樂宣布防彈少年團將於8月發行正規三輯《LOVE YOURSELF 轉 'Tear'》的特別專輯回歸，並表示成員目前正在加緊籌備新專輯中，努力製作出充滿突破性的新曲。
7月15日，迷你五輯《LOVE YOURSEL 承 'Her'》的回歸舞台〈Go Go〉觀看次數突破1億觀看次數，成為首個以回歸舞台突破1億觀看次數的韓國團體。7月15日，正規三輯《LOVE YOURSELF 轉 'Tear'》以175萬117張的累計銷量摘下「2018上半年專輯榜」冠軍，該專輯也是韓國最具代表性的榜單「Gaon Chart」開始專輯銷量認證制度以來，第一張獲得百萬專輯認證的作品。
7月17日，所屬經紀公司Big Hit娛樂宣佈將於8月24日推出「LOVE YOURSELF」系列新作以及終章《LOVE YOURSELF 結 'Answer'》，將展現少年們脫下面具面對真實自我的模樣。專輯則收錄防彈少年團已發佈曲目和七首全新曲目，將從本月18日進行預售。7月25日，特別專輯《LOVE YOURSELF 結 'Answer'》韓國預售量突破151萬，刷新了韓國記錄。
7月31日，防彈少年團日本官方網站宣佈世界巡演「LOVE YOURSELF」將於11月起舉辦首次日本巨蛋巡演「LOVE YOURSELF JAPAN EDITION」，陸續造訪東京巨蛋、大阪巨蛋、名古屋巨蛋及福岡巨蛋，預計將動員38萬名觀眾。
8月8日，歌曲〈FAKE LOVE〉獲得美國唱片業協會黃金單曲認證。是繼〈MIC Drop〉和〈DNA〉之後第三度獲得美國唱片業協會黃金認證的歌曲，成為獲得最多黃金單曲認證的韓國歌手。

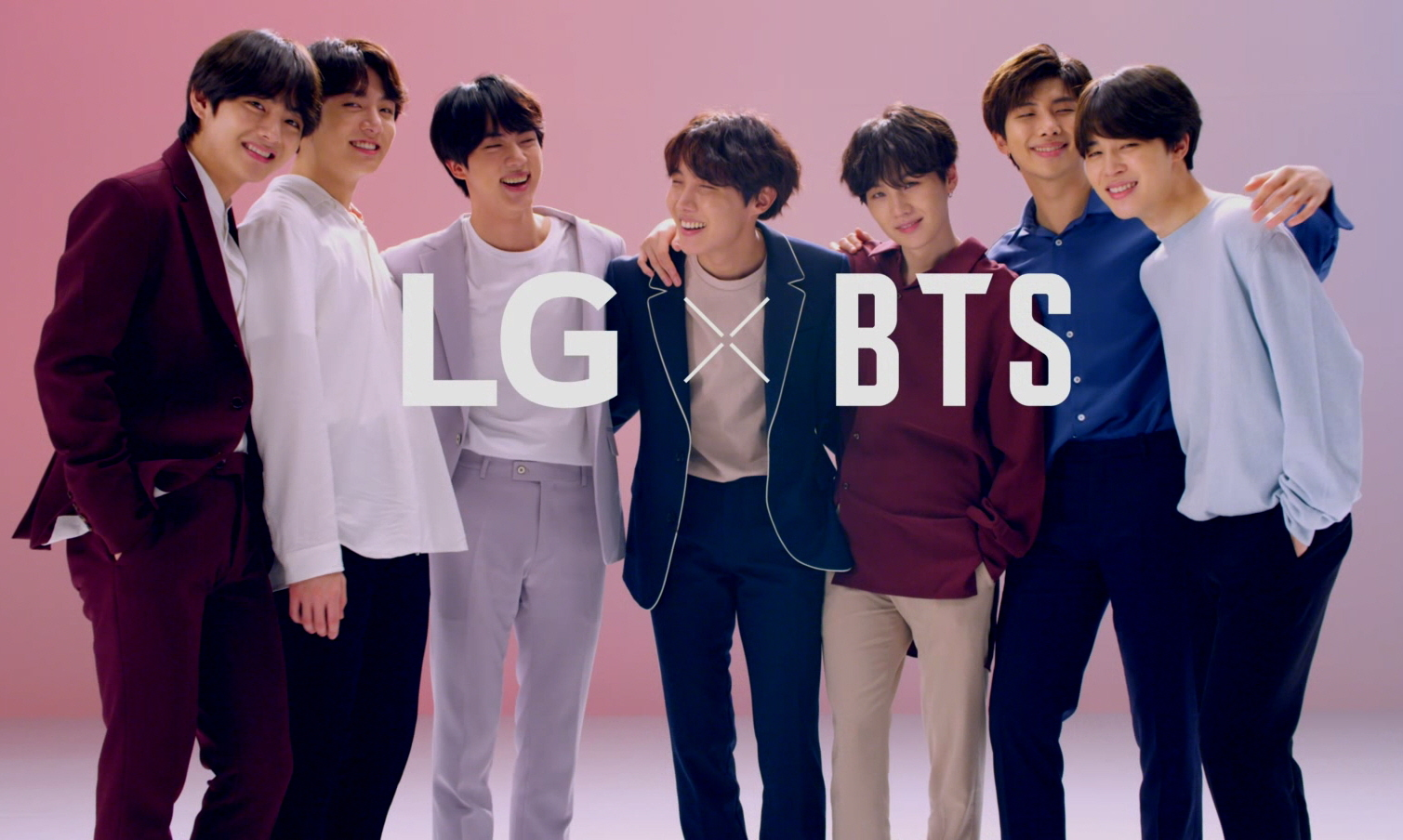
防彈少年團的LG手機廣告

8月9日，所屬經紀公司Big Hit娛樂宣佈防彈少年團將在世界巡演「LOVE YOURSELF」中追加於美國的場次，其中美國紐約場將在花旗球場舉行，場地預計會有4萬席，成為首個在容納4萬席位的美國體育場舉行演唱會的韓國歌手。8月10日，防彈少年團釋出《LOVE YOURSELF 結 'Answer'》的專輯預告〈Epiphany〉，由成員Jin獨唱，〈Epiphany〉場景聚焦在Jin所在的房間，穿插淋雨、沈思等畫面。「LOVE YOURSELF」的「起承轉結」四部序曲分別由成員柾國、Jimin、V、Jin演唱，以四種主題討論愛的不同面向並代表「LOVE YOURSELF」企劃即將完結。8月10日，正規三輯《LOVE YOURSELF 轉 'Tear'》於日本本土銷售超過10萬張，獲得了日本唱片協會的黃金銷量認證。
8月12日（美國時間），防彈少年團於2018年〈青少年票選獎〉獲得「最佳國際藝人」，而其官方粉絲團「ARMY」也獲得「最佳粉絲」，去年防彈少年團也同樣獲得「最佳國際藝人」獎項，讓他們成為連續兩年獲得該獎的藝人。
8月24日，韓國時間18時官方於YouTube頻道公開〈IDOL〉音樂錄影帶，在公開後4小時16分便突破1千萬次觀看次數，6小時35分突破2千萬觀看次數。〈IDOL〉在公開首日達到4500+萬次的觀看次數，成為YouTube上全球影片中首日最多觀看次數的音樂錄影帶，該紀錄維持至同年12月1日。
8月29日，〈IDOL〉音樂錄影帶以4天23小時的用時紀錄突破1億觀看次數，成為韓國團體中用時最短突破1億觀看次數以及全球用時第四快突破1億觀看次數的韓國歌手。8月31日，特別專輯《LOVE YOURSELF 結 'Answer'》首周韓國銷量達86萬8052張。

### 2018年9月至年末：世界巡演「LOVE YOURSELF」、RM首張playlist《mono.》

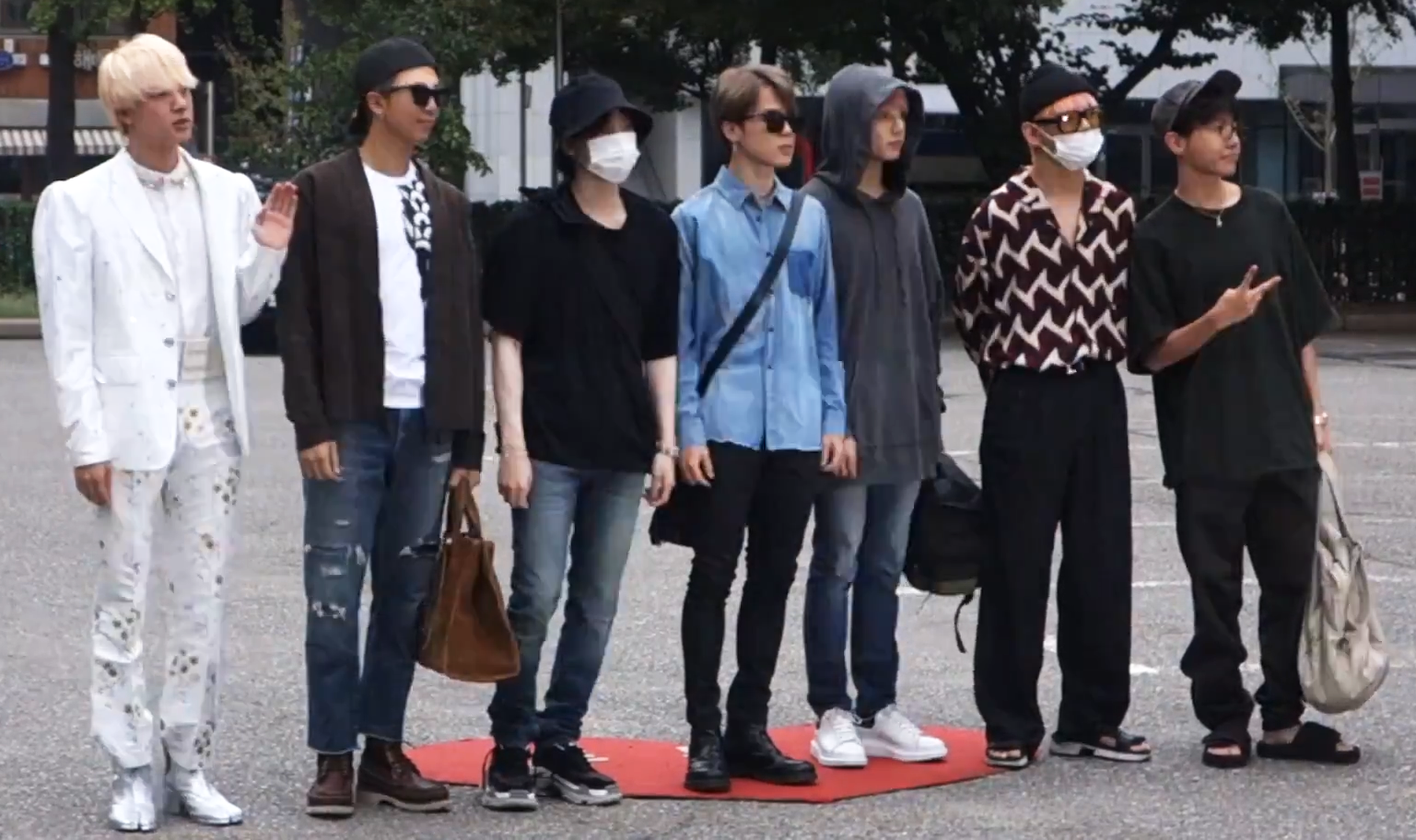
防彈少年團於KBS2《Music Bank》

9月2日（美國時間），特別專輯《LOVE YOURSELF 結 'Answer'》繼正規三輯《LOVE YOURSELF 轉 'Tear'》後第二度登上Billboard 200榜首，創下了韓國歌手連續兩次拿下該榜第一位的紀錄。《LOVE YOURSELF 結 'Answer'》發行首週於美國本土賣出了18萬5000張，刷新了正規三輯《LOVE YOURSELF 轉 'Tear'》所創下13萬5000張的銷售紀錄。
9月4日（美國時間），《LOVE YOURSELF 結 'Answer'》與Nicki Minaj合作的主打曲〈IDOL〉版本，以第11名的成績空降Billboard Hot 100，成為防彈少年團第四首進榜單曲。
9月6日，根據《Gaon音樂榜》發表的2018年8月專輯月榜，特別專輯《LOVE YOURSELF 結 'Answer'》在發行8天後賣出193萬3450張，拿下月榜第一名，刷新了正規三輯《LOVE YOURSELF 轉 'Tear'》所創下151萬的紀錄，再次創下Gaon統計史上「單月最高銷售紀錄」
。
9月20日，防彈少年團去年9月發行的迷你五輯《LOVE YOURSELF 承 'Her'》主打曲〈DNA〉音樂錄影帶歷時366天突破5億觀看次數，成為韓國團體史上最初以及最快破五億的歌曲。
10月8日，南韓總統府青瓦台宣布將對防彈少年團頒發「文化勳章」，以表揚防彈少年團對拓展韓流、促進流行文化發展有功。防彈少年團是首個獲頒文化勳章的韓國團體，更是年紀最輕的受勳者。
10月10日，防彈少年團於2018年全美音樂獎頒獎典禮，獲頒最受歡迎社群藝人，成為了首個於全美音樂獎獲獎的韓國團體。10月18日，Big Hit娛樂宣佈與防彈少年團續約7年。

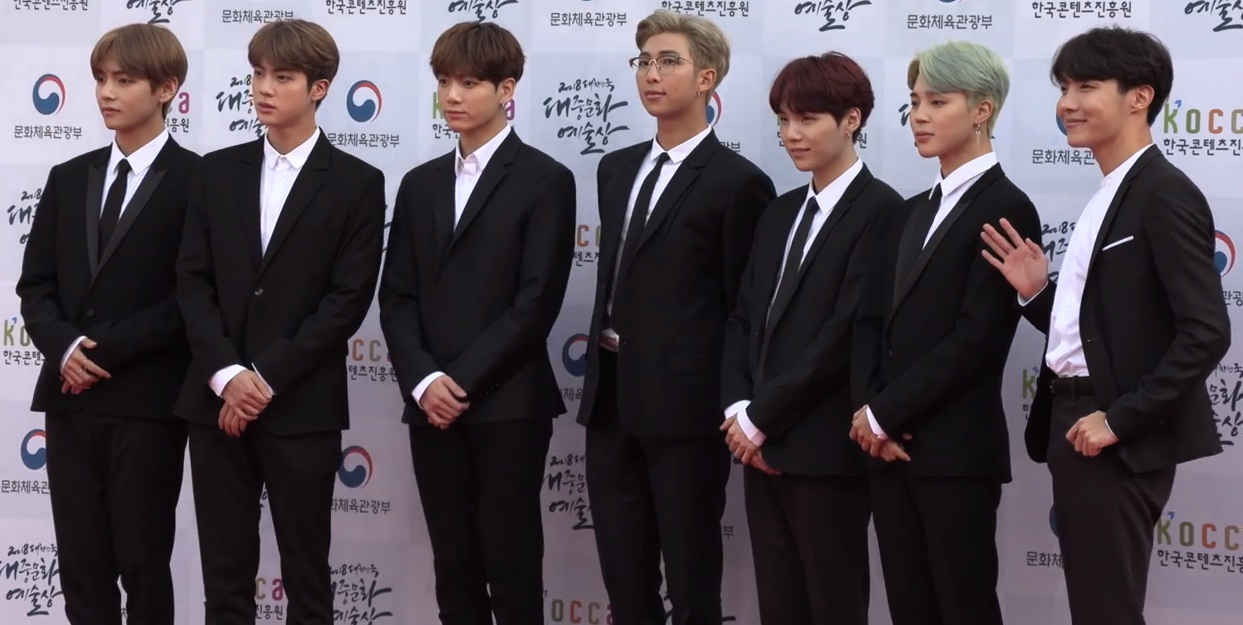
於2018年韓國大眾文化藝術獎的防彈少年團

10月23日，防彈少年團隊長RM發行個人playlist《Mono.》，登上全世界共88個國家及地區iTunes專輯榜1位，成為韓國歌手最高紀錄。
10月25日，Steve Aoki公開與防彈少年團合作的新曲〈Waste It on Me〉，並由隊長RM參與創作，此首歌曲為Steve Aoki繼〈MIC Drop〉、〈The Truth Untold〉後第三度與防彈少年團合作，也是防彈少年團第一首全英文演唱的歌曲。
10月29日（美國時間），隊長RM的個人playlist《Mono.》登上Billboard 200第26位，刷新了韓國個人歌手的紀錄。11月2日(美國時間)，美國Apple Music宣布，防彈少年團在平台上的串流播放次數突破10億，成為首位創下此紀錄的韓國歌手。
11月5日，防彈少年團於2018年MTV歐洲音樂大獎頒獎典禮，獲頒「最佳團體」及「最佳粉絲」兩個獎項。
11月6日，於2018年MBC Plus X Genie音樂獎獲頒「男子舞蹈獎」、「最佳男子團體」、「Genie音樂人氣獎」、「年度數位專輯」及「年度歌手獎」。並與美國歌手Charlie Puth帶來各自代表作〈We Don’t Talk Anymore〉與〈FAKE LOVE〉的合作舞台。
11月9日，特別專輯《LOVE YOURSELF 結 'Answer'》獲得美國唱片業協會金唱片認證，成為首位獲得該協會金唱片認證專輯的韓國歌手，該專輯主打曲〈IDOL〉也同時獲得黃金認證，是防彈少年團第4首黃金認證單曲，而〈MIC Drop〉則獲得了白金單曲認證。
11月20日，防彈少年團的首部電影紀錄片《Burn The Stage: The Movie》首週觀影人數已經超過140萬人次，打破了紀錄片觀影人數的冠軍成績。
11月28日，防彈少年團於2018年亞洲明星盛典頒獎典禮，獲頒5個獎項。
12月1日，於2018年甜瓜音樂獎頒獎典禮，獲頒TOP 10、最佳嘻哈獎、Kakao Hot Star獎、全球藝人獎、網友人氣獎、年度專輯及年度藝人獎共7獎，首次於韓國頒獎典禮上獲頒兩個大賞，成為大贏家。
12月5日，Billboard在網站上公佈了2018年的年度總結榜單，防彈少年團登上年度〈Top Artist〉中的第8位，更登上〈Top Artist-Duo/Group〉榜單第2，並橫掃〈Independent Artist〉、〈Social 50 Artist〉及〈World Album〉等榜單的冠軍。

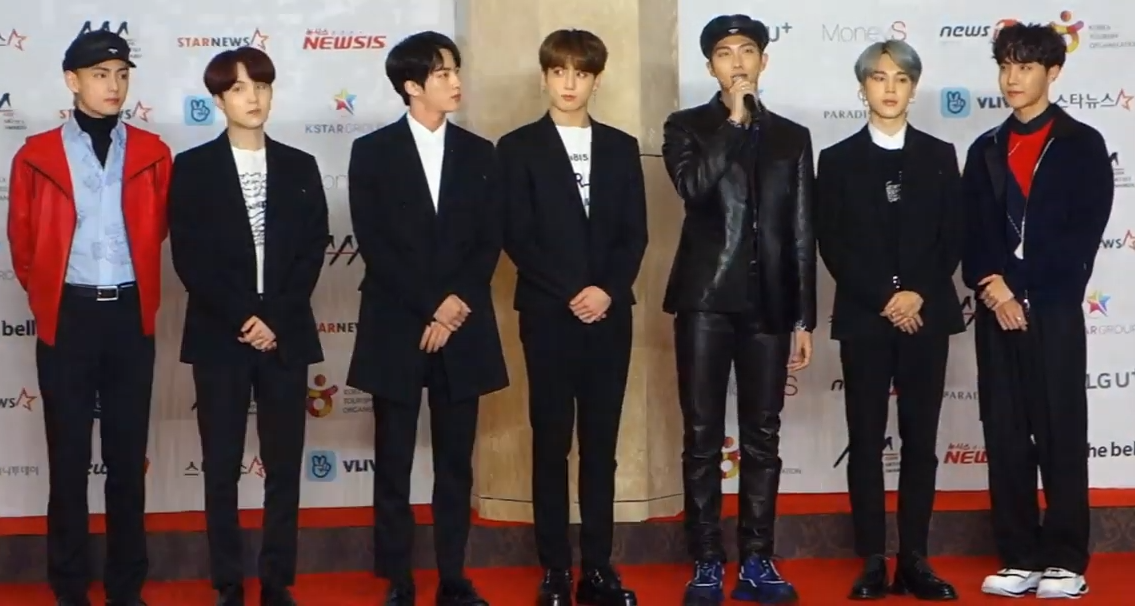
於2018年亞洲明星盛典頒獎典禮的防彈少年團

此外，防彈少年團「LOVE YOURSELF」系列的三張專輯《LOVE YOURSELF 承 'Her'》、《LOVE YOURSELF 轉 'Tear'》及《LOVE YOURSELF 結 'Answer'》，分別登上年度總結榜單〈Billboard 200 ALBUMS〉中的150名、101名及85名，創下韓國歌手的紀錄。
12月7日，美國《TIME》的「2018年世界最大影響力人物」投票中，防彈少年團獲得了9%投票率奪得第一位。2018年發行的正規三輯《LOVE YOURSELF 轉 'Tear'》入圍第61屆《葛萊美獎》的最佳唱片設計包裝獎。
12月8日，依據《Gaon音樂榜》11月銷量數據，防彈少年團的專輯累積銷量已達1002萬3081張，是2000年後出道歌手中，專輯銷量最快突破1000萬張的歌手，自2013年出道後僅花費5年6個月即達成紀錄。且防彈少年團在今年1月至11月已賣出500萬3455張專輯，單是《LOVE YOURSELF 結 'Answer'》便賣出216萬9519張，是Gaon創榜以來最高銷量的專輯及今年賣出最多專輯的歌手。
12月12日，2018年Mnet亞洲音樂大獎日本場中，防彈少年團獲得4個獎項，包括大賞「全球年度藝人」。更於12月14日的香港場中，再獲得5個獎項，包括2項大賞「年度專輯」和「年度藝人」，共獲得9個獎項。

### 2019年初至3月：出席《葛萊美獎》、全球性活動“ARMYPEDIA”
1月5日、1月6日，於2019年金唱片獎中，防彈少年團一共獲得6個獎項，成為大贏家。並以特別四輯《LOVE YOURSELF 結 'Answer'》奪得唱片大賞，連續2年獲得唱片大賞。

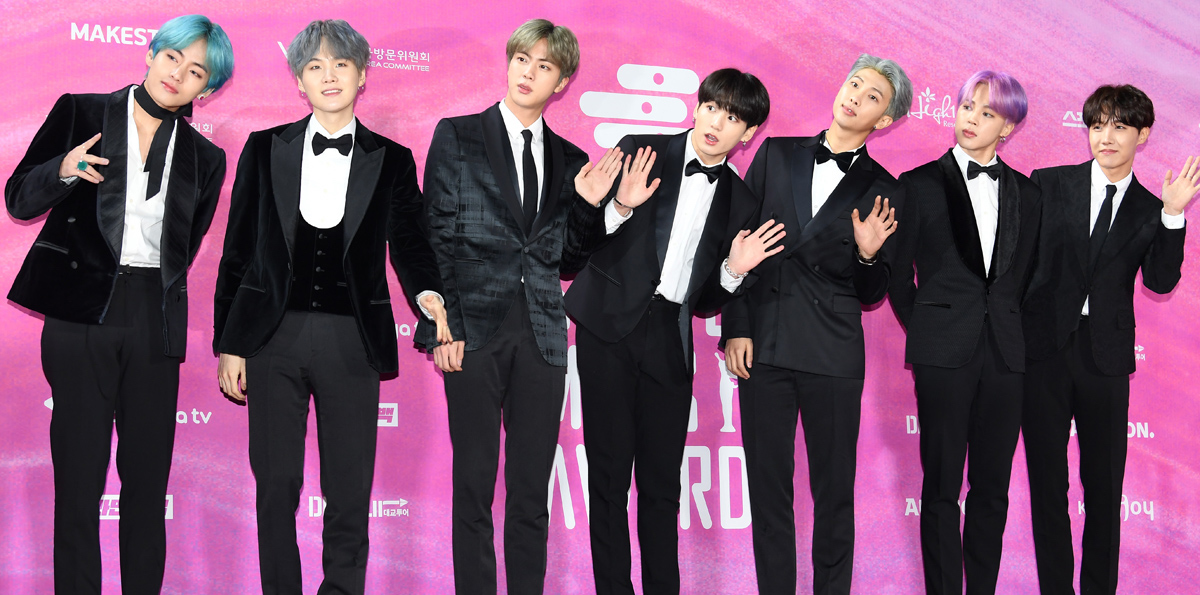
於2019年首爾歌謠大賞的防彈少年團

1月9日，迷你五輯《LOVE YOURSELF 承 'Her'》主打曲〈DNA〉音樂錄影帶歷時1年113天突破6億觀看次數，成為韓國團體史上最初以及最快破6億的歌曲。
1月15日，於2019年首爾歌謠大賞中共獲得3個獎項。並以特別四輯《LOVE YOURSELF 結 'Answer'》奪得首爾歌謠大賞，連續2年獲得唱片大賞，為韓國非三大公司出身的團體寫下歷史的新一頁。
2月5日，所屬社表示防彈少年團將以頒獎嘉賓的身分出席第61屆《葛萊美獎》，成為首個出席《葛萊美獎》的韓國歌手。同時也是。
2月10日，防彈少年團以頒獎嘉賓的身分出席第61屆《葛萊美獎》，擔任「最佳R&B專輯」的頒獎嘉賓。當日於Twitter上，有關防彈少年團出席葛萊美話題「#TearItUpBTS」獲得了許多討論和關注，更有多家國際媒體進行相關報導。
2月22日，所屬經紀公司宣布防彈少年團開設全球性活動“ARMYPEDIA （页面存档备份，存于）”，“ARMYPEDIA”由防彈少年團的出道日2013年6月13日起至2019年2月21日為止共2080個日子組成，相當於一個記錄防彈少年團與ARMY這2080天回憶的記憶庫。全世界的粉絲將在世界各地尋找2080片拼圖，掃描尋獲的QR Code並解答問題以解鎖拼圖，ARMY可利用文字、圖片、影片等方式共享屬於自己和防彈少年團之間的回憶。

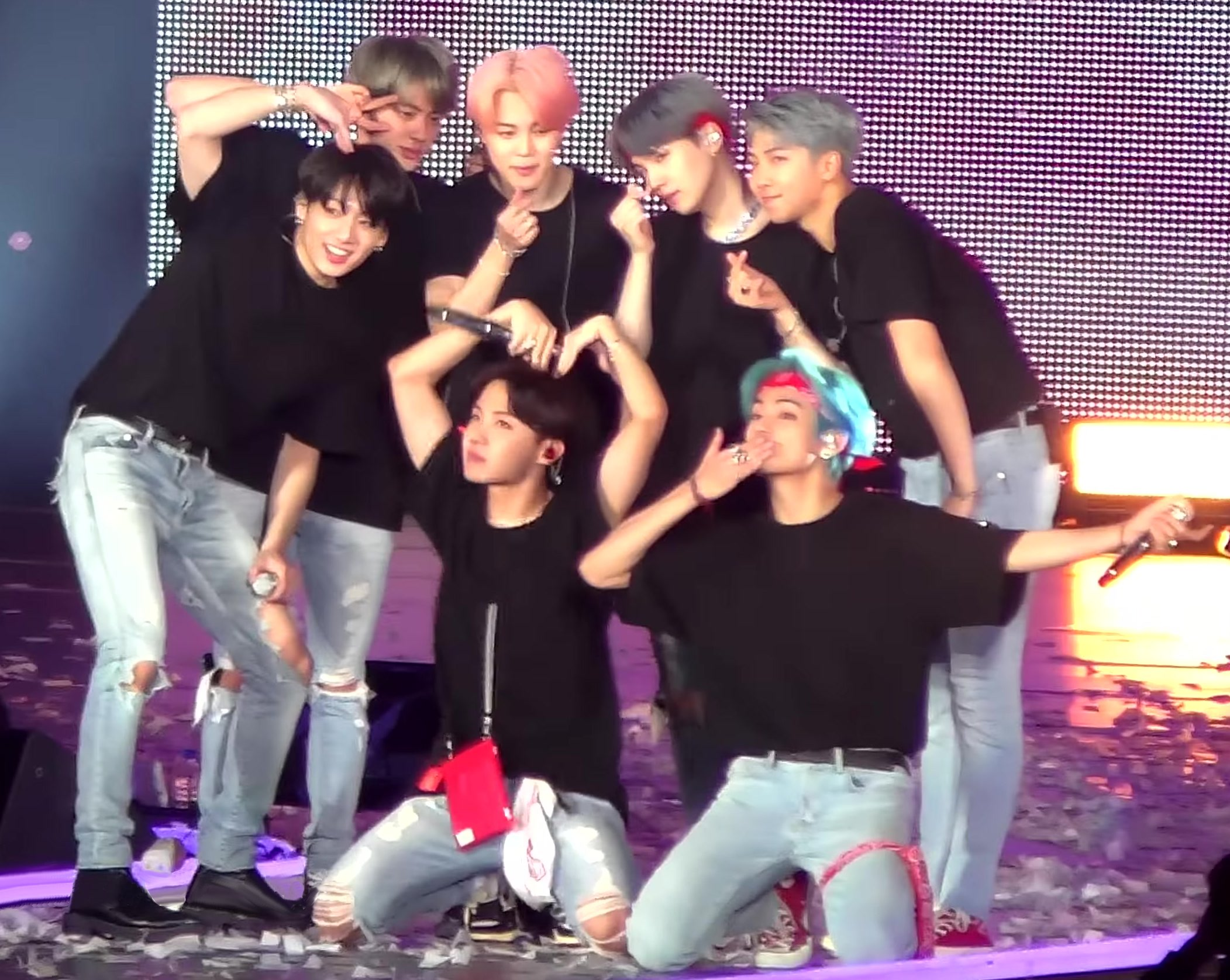
於名古屋巨蛋舉行《'LOVE YOURSELF巡迴演唱會》的防彈少年團

2月26日，在第33屆《日本金唱片大獎》中，防彈少年團獲得了「最佳亞洲藝人」、「年度專輯」、「Best 3 專輯」和「Best MV」四個部門共五個獎項，刷新了他們在該頒獎禮的獲獎記錄。並於第6屆《Edaily文化大賞》中，以演唱會《BTS WORLD TOUR 'LOVE YOURSELF'》獲得了「演唱會部門 — 最佳演唱會獎」及「大賞」，成為首個以演唱會部門奪得大賞的歌手。同日，在第16屆韓國音樂大獎（KMA）以歌曲〈FAKE LOVE〉獲得「最佳流行歌曲獎」及「年度歌曲」，更是連續兩年榮獲「年度音樂人」的肯定。
2月27日，國際唱片業協會（IFPI）公佈了2018全球歌手排行榜（Global Artist Chart 2018），防彈少年團透過專輯《LOVE YOURSELF 轉 'Tear'》和《LOVE YOURSELF 結 'Answer'》以第二名首次進入全球歌手排行榜，是第一組入榜的韓國歌手，同時也是前十名中唯一的非英語專輯。
3月2日，防彈少年團的世界巡迴演唱會《LOVE YOURSELF : SPEAK YOURSELF》即將在6月1日於倫敦溫布利球場舉行演唱會，6萬張門票在短短90分鐘就宣告完售，成為第1組能夠在溫布利球場將所有演唱會門票售罄的亞洲藝人。
3月13日，國際唱片業協會（IFPI）公佈了2018全球唱片銷量排行（Global Album Charts 2018），專輯《LOVE YOURSELF 結 'Answer'》和《LOVE YOURSELF 轉 'Tear'》分別獲得該榜單的第二及第三名，成為首位入榜Top10的韓國歌手。

### 2019年4月至6月：迷你六輯《MAP OF THE SOUL: PERSONA》、三度入圍《美國告示牌音樂獎》
3月12日，所屬經紀公司宣布防彈少年團將於4月12日攜新專輯《MAP OF THE SOUL : PERSONA》回歸樂壇。屆時將在4月13日透過美國電視節目《Saturday Night Live》帶來新曲回歸初舞台。
3月19日，根據防彈少年團專輯發行商IRIVER數據統計，防彈少年團的最新專輯《MAP OF THE SOUL : PERSONA》在13至17日僅五天預售量就已達到268萬5030張，刷新了韓國國內的記錄。

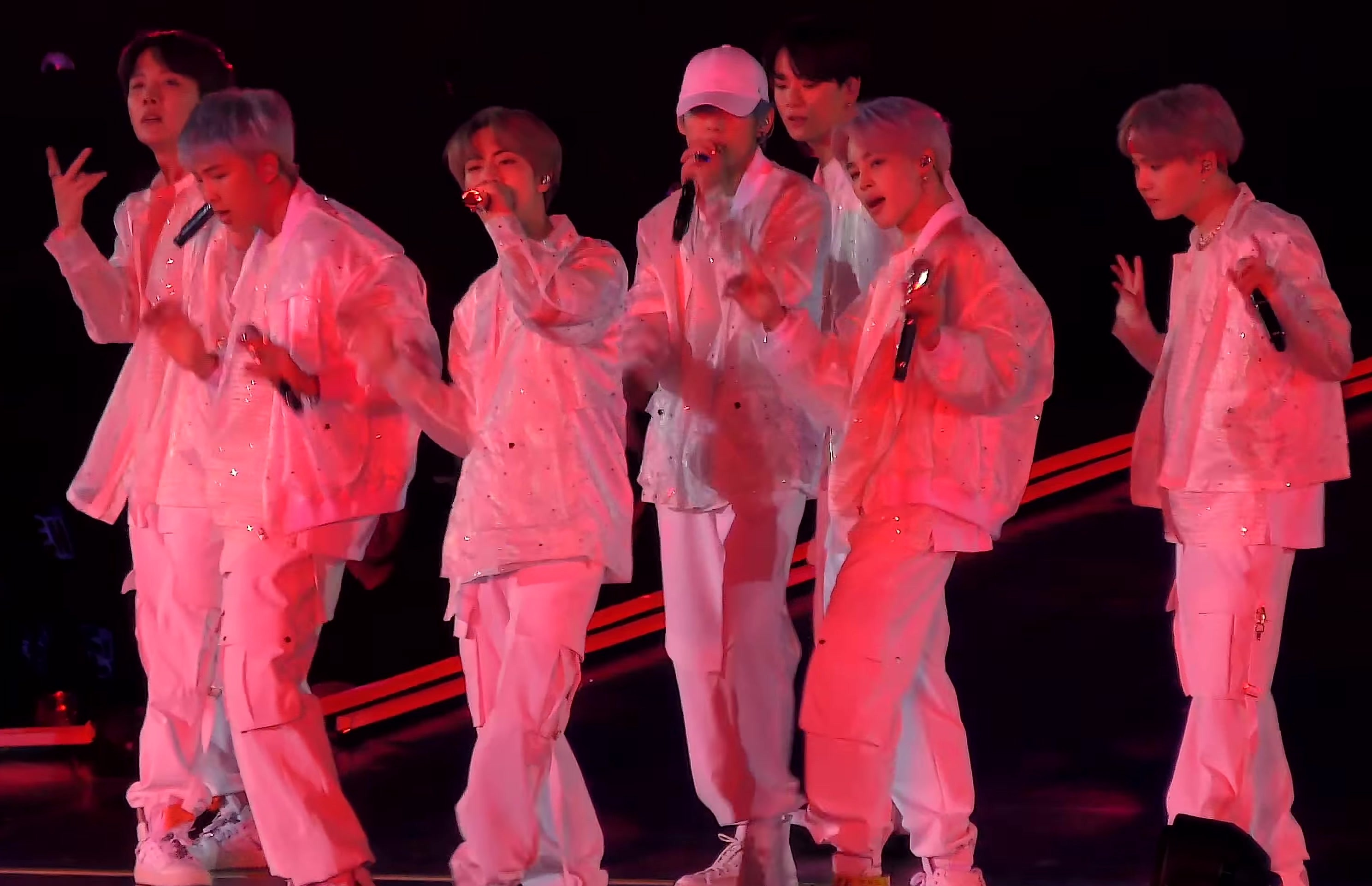
於香港亞洲國際博覽館舉行《'LOVE YOURSELF巡迴演唱會》的防彈少年團

3月28日，官方頻道公開了最新專輯《MAP OF THE SOUL : PERSONA》的專輯回歸預告〈Persona〉，由隊長RM以個人RAP演出的形式為新專輯回歸揭開序幕。〈Persona〉首日點讚數達到256萬，成為韓國個人歌手中最高紀錄，並於4月3日登上美國告示牌榜單「YouTube Songs Music Chart」的第17名，成為史上第一支上榜的韓團回歸預告片。
4月4日，美國告示牌公佈第26屆《美國告示牌音樂獎》的入圍名單，防彈少年團第三次入圍「最佳社群媒體藝人」獎項，並首度入圍「最佳團體」獎項，是第一組獲得此獎項提名的亞洲藝人，更是亞洲藝人首次同時入圍兩個獎項。
4月8日，官方YouTube頻道釋出專輯《MAP OF THE SOUL : PERSONA》主打曲〈Boy With Luv〉的音樂錄影帶預告，在公開後10小時便吸引超過800萬人次觀看，歌曲將與美國歌手Halsey首次合作。截至4月11日，新專輯預售量已達到302萬1822張。
4月12日，官方YouTube頻道釋出了〈Boy With Luv〉的音樂錄影帶，在公開後2小時52分鐘便突破1千萬次觀看次數，13小時13分鐘突破5千萬觀看次數，刷新了自身去年特別四輯〈IDOL〉所保持的紀錄。4月13日，〈Boy With Luv〉在公開首日達到7805萬觀看次數，成為YouTube上全球影片中首日最多觀看次數的音樂錄影帶。
4月14日，〈Boy With Luv〉的音樂錄影帶以1天13小時的用時紀錄突破1億觀看次數，成為韓國團體中用時最短突破1億觀看次數以及全球用時最快突破1億觀看次數的歌手。4月15日，〈DNA〉音樂錄影帶歷時573天突破7億觀看次數突破7億觀看次數，成為韓國男團史上最初以及最快破7億的歌曲。
4月17日（美國時間），入選《TIME》「2019年全球百大最具影響力人物」，且在讀者投票中獲得約6%的得票率，是繼2018年後連續兩年在讀者投票中排名第一。
4月18日，根據專輯銷量統計網站Hanteo Chart數據，12日發行的迷你專輯《Map of the Soul: Persona》一週內銷量達到了213萬480張，更是去年五月發行的正規專輯《Love Yourself 轉 'Tear'》首週銷量100萬3524張的兩倍，再次刷新自身記錄。

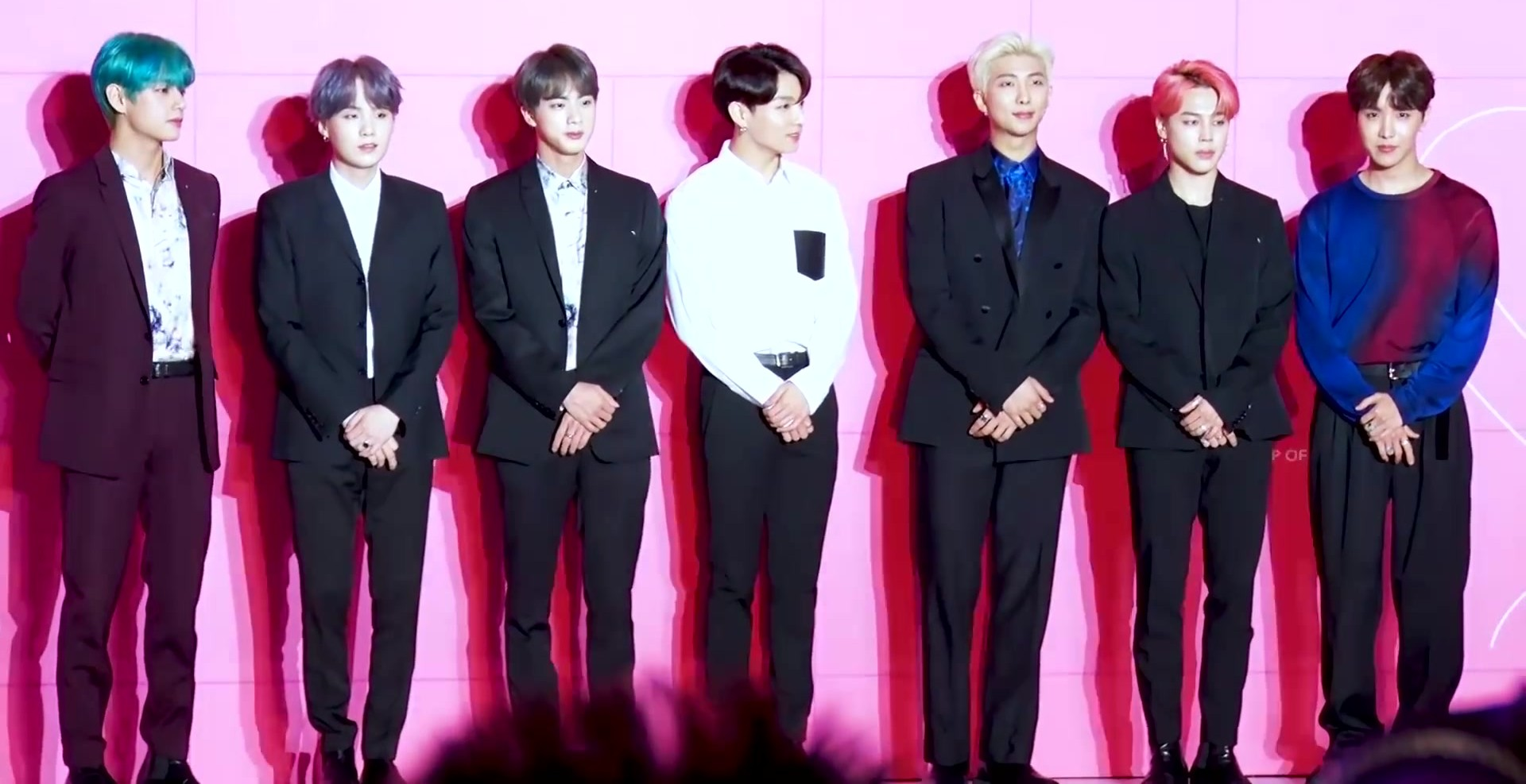
出席《MAP OF THE SOUL : PERSONA》發表會的防彈少年團

4月19日，專輯《MAP OF THE SOUL : PERSONA》以2.65萬銷售量在英國Official Charts空降一位，其中有68%銷量來自實體專輯，成為首位在英國專輯榜奪冠的韓國歌手，而主打曲〈Boy With Luv〉也空降單曲榜的第13名，刷新了自身記錄。
4月21日（美國時間），迷你六輯《MAP OF THE SOUL : PERSONA》發行首週於美國告示牌Billboard 200獲得第一，是繼正規三輯《LOVE YOURSELF 轉 'Tear'》和特別四輯《LOVE YOURSELF 結 'Answer'》在11個月內第三度登冠，成為最短時間內達成此成就的組合。
4月22日（美國時間），《MAP OF THE SOUL : PERSONA》主打曲〈Boy With Luv〉空降Billboard Hot 100排行榜第8名，刷新了自身去年正規三輯〈FAKE LOVE〉第10名的紀錄，成為防彈少年團第五首進榜單曲。且收錄曲〈Make It Right〉也進入排行榜第95名，成為首位兩首歌曲同時入榜的韓國歌手。
5月1日（美國時間），防彈少年團在第26屆《美國告示牌音樂獎》第三度獲頒「最佳社群媒體藝人」，並同時獲得「最佳團體」，是首個奪得告示牌主要音樂獎項的韓國藝人。
5月9日，根據Gaon Chart發表的2019年4月專輯月榜，迷你六輯《MAP OF THE SOUL : PERSONA》僅發行19天便達到322萬9032張銷量，刷新了去年以特別專輯《LOVE YOURSELF 結 'Answer'》創下的Gaon排行榜單專輯最高銷量219萬張的紀錄，亦是Gaon Chart創榜以來銷量最高的專輯。此外，《MAP OF THE SOUL : PERSONA》更是2019年全球銷量最高的專輯。
5月22日，迷你六輯《MAP OF THE SOUL : PERSONA》主打曲〈Boy With Luv〉的音樂錄影帶突破1000萬點讚數，是第一個突破1000萬點讚數的韓國團體音樂錄影帶，刷新了韓國團體的紀錄。
5月24日，防彈少年團的官方Twitter帳號追蹤人數突破2000萬，成為首個在Twitter上突破2000萬追蹤人數的韓國藝人，而慶賀該活動的推特標籤「#20MillionReasons」更登上了推特「全球趨勢榜」的冠軍，另一個標籤「#LoveBTS20M」也獲得第二名，可見此話題於全球都受到關注。

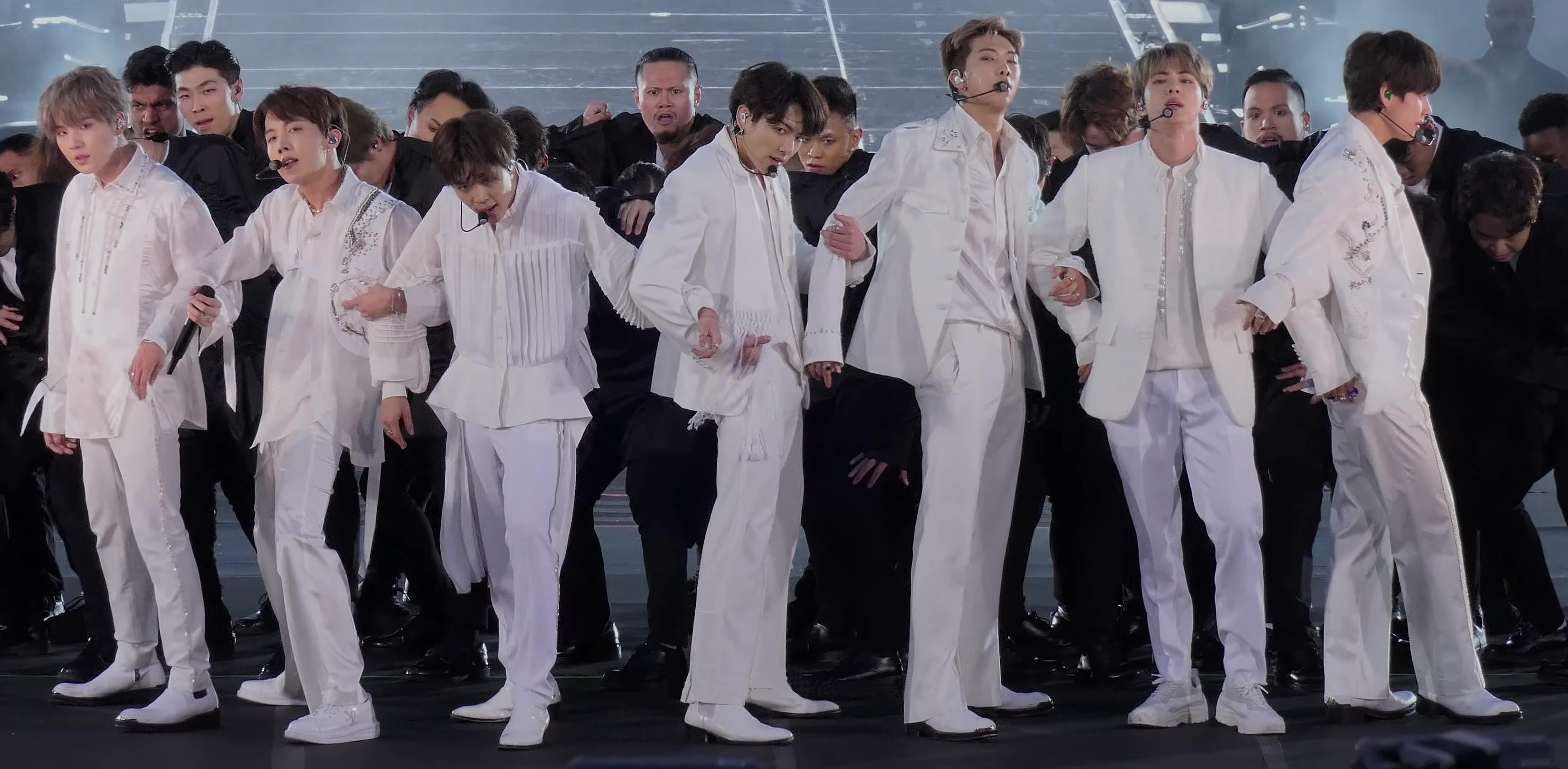
於美國紐澤西大都會人壽體育場舉行《'LOVE YOURSELF巡迴演唱會》的防彈少年團

6月5日，《MAP OF THE SOUL : PERSONA》主打曲〈Boy With Luv〉獲得Billboard Hot 100第81位，已是第七周位列Billboard Hot 100單曲榜，是韓國歌手連續在榜最長時間紀錄。
6月6日（美國時間），葛萊美美國錄音學院（Recording Academy）在其官方網站公布了今年1340名會員名單，名單中包含防彈少年團7名成員，防彈少年團註冊的投票會員（voting member）必須擁有在美國銷售和串流媒體的專輯、音源。成為錄音學院會員後，每年將擁有決定葛萊美獎獲獎者的投票權，並增加與世界音樂專家交流的機會。防彈少年團從2020年的葛萊美獎開始便可以參與篩選、提名、投票。
6月11日（美國時間），防彈少年團成功造就了首個連續100周獲得告示牌「Social 50」第一的紀錄，從2017年7月29日起至今連續100周佔據該榜第一，再次刷新了最長連續登頂紀錄，同時也是防彈少年團第130次獲得榜單一位，刷新了連續上榜最長時間紀錄。
6月15日，迷你六輯《MAP OF THE SOUL : PERSONA》主打曲〈Boy With Luv〉以第九周成績於音樂節目《Show! 音樂中心》獲得一位，防彈少年團成為《Show! 音樂中心》首位奪得八連貫的歌手。於各個音樂節目中共獲得19個一位，刷新紀錄成為獲得一位數最多的韓國團體。隔週，〈Boy With Luv〉以第十周成績於音樂節目《Show! 音樂中心》再度獲得一位。防彈少年團不僅刷新自身成績成為《Show! 音樂中心》首位奪得九連貫的歌手，於各個音樂節目中共獲得21個一位，更刷新紀錄成為獲得一位數最多的韓國歌曲。
6月20日，迷你六輯《MAP OF THE SOUL : PERSONA》主打曲〈Boy With Luv〉獲得美國唱片業協會白金認證，繼〈MIC Drop〉後再度獲得白金認證，成為擁有最多美國唱片業協會白金單曲認證的韓國歌手。
6月25日，截至2019年5月，迷你六輯《MAP OF THE SOUL : PERSONA》總銷量達339萬9302張，成為韓國銷量最高的專輯，打破了維持24年的紀錄，並同時被列入金氏世界紀錄。6月25日，迷你六輯《MAP OF THE SOUL : PERSONA》主打曲〈Boy With Luv〉獲得加拿大音樂協會金認證，是第一首獲得該協會認證的歌曲。
6月28日，美國告示牌公布防彈少年團5月在美國洛杉磯、芝加哥、紐澤西和巴西聖保羅四座城市舉行《LOVE YOURSELF : SPEAK YOURSELF》巡迴演唱會共八場演出，總計賣出38萬4498張門票，以5166萬6038美元的票房位居當月「Boxscore」榜單冠軍，也是2019年迄今最高票房。

### 2019年7月至年末：原聲帶專輯《BTS WORLD OST》、j-hope數位單曲《Chicken Noodle Soup》
7月4日，防彈少年團第十張日語單曲《Lights/Boy With Luv》首日銷量46萬7107張，創下海外歌手唱片發行首日的最高銷量紀錄。7月6日，迷你六輯《MAP OF THE SOUL : PERSONA》於美國上半年售出31萬2000張，成為美國2019年上半年實體唱片的銷量冠軍。

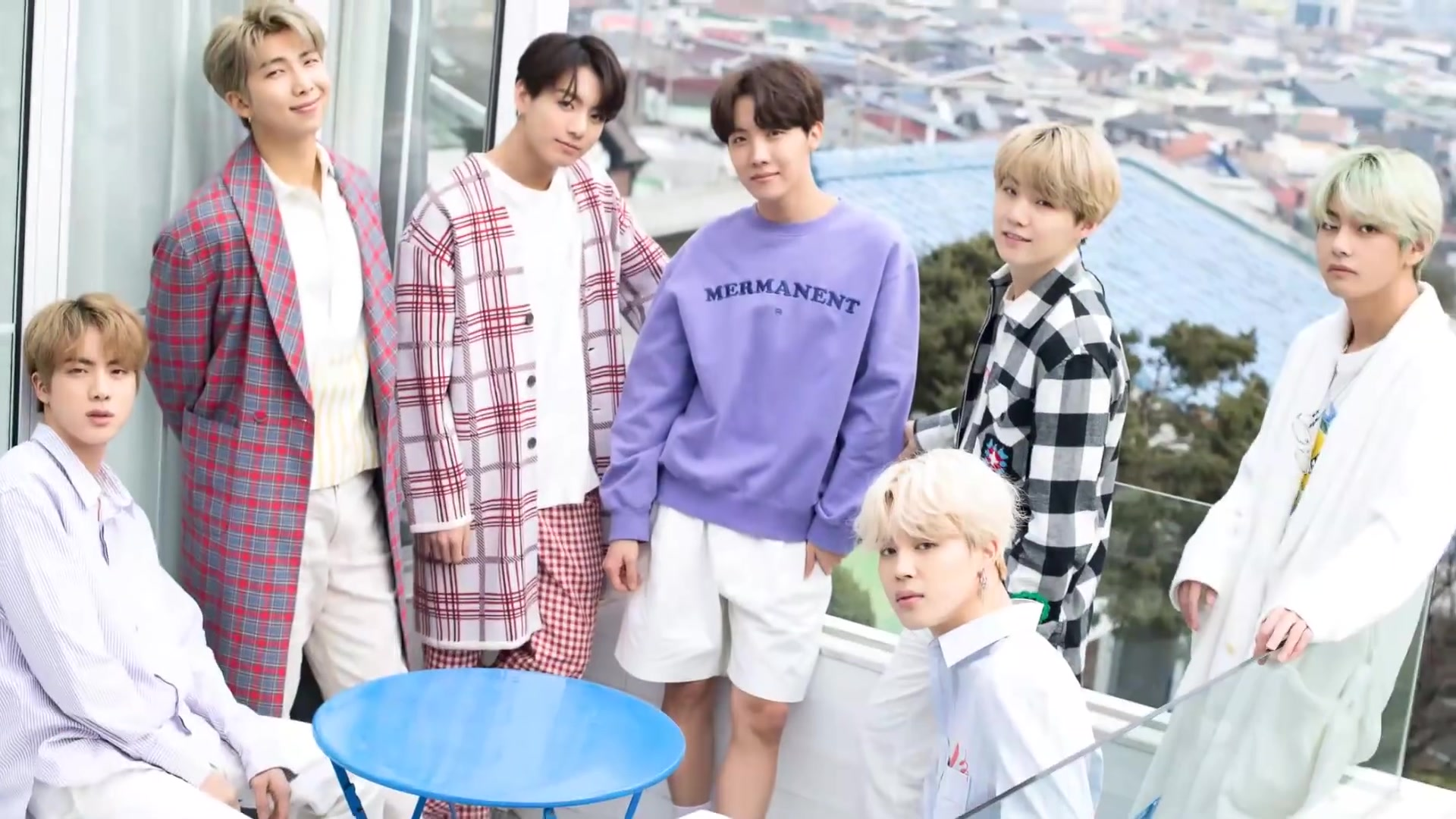
拍攝韓國《Dispatch》白色情人節特輯的防彈少年團

7月9日，原聲帶專輯《BTS WORLD OST》空降Billboard 200第72名。7月11日，發行首三日銷量達49萬8455張，成為韓國銷量最高的原聲帶專輯，打破了維持17年的紀錄。7月12日，《BTS WORLD OST》空降告示牌原聲帶專輯榜第6名，成為首張進入該榜單的韓國原聲帶專輯。
7月12日，防彈少年團以年收入5700萬美元入選美國《富比士》「2019年百大名人收入榜」第43位 ，首次入選「百大名人收入榜」。
7月14日，所屬經紀公司Big Hit娛樂宣布，防彈少年團將於10月11日在沙地阿拉伯首都利雅德的法赫德國王國際體育場舉行《'LOVE YOURSELF巡迴演唱會》，防彈少年團將成為首組在這座場館舉行專場演唱會的外國歌手。7月17日，美國《TIME》將防彈少年團列為「網路最具影響力25人」之一，成為連續三年入選的首個韓國歌手。
8月1日，防彈少年團於2019年M2 X Genie音樂獎獲頒「全球人氣賞」、「表演藝人獎」、「最佳男子團體」、「Genie音樂人氣獎」、「M2最佳影片獎」及「最佳藝人獎」共六個獎項。
8月9日，日語單曲《Lights/Boy With Luv》獲得日本唱片協會百萬單曲認證，防彈少年團成為首個在日本獲得百萬單曲認證的韓國歌手，同時也是最初達成此成績的海外男歌手。8月10日，迷你五輯《LOVE YOURSELF 承 'Her'》主打曲〈DNA〉音樂錄影帶歷時1年324天突破8億觀看次數，成為韓國男團首個破8億的歌曲。
8月12日（美國時間），防彈少年團於2019年青少年票選獎獲得「最佳國際藝人」、「最佳夏季巡演」及「最佳合作」，而官方粉絲團「ARMY」也獲得「最佳粉絲」共四個獎項，防彈少年團成為連續三年獲得「最佳國際藝人」的藝人。
8月19日，特別三輯《YOU NEVER WALK ALONE》主打曲〈Spring Day〉於韓國音源網站Melon連續在榜131週，打破Melon最高在榜紀錄，〈Spring Day〉成為在榜時間最長的歌曲，並仍持續在榜中。
8月22日，迷你六輯《MAP OF THE SOUL : PERSONA》獲得美國唱片業協會金唱片認證。是繼特別專輯《LOVE YOURSELF結 'Answer'》後第二度獲得美國唱片業協會的金唱片認證的歌曲，成為獲得最多金唱片認證的韓國歌手。
8月24日，於2019年Soribada最佳音樂大獎獲得大賞「年度藝人」、「男子人氣獎」與「本賞」共三個獎項。防彈少年團出道至今共獲得28個大賞，刷新了韓國團體的紀錄。

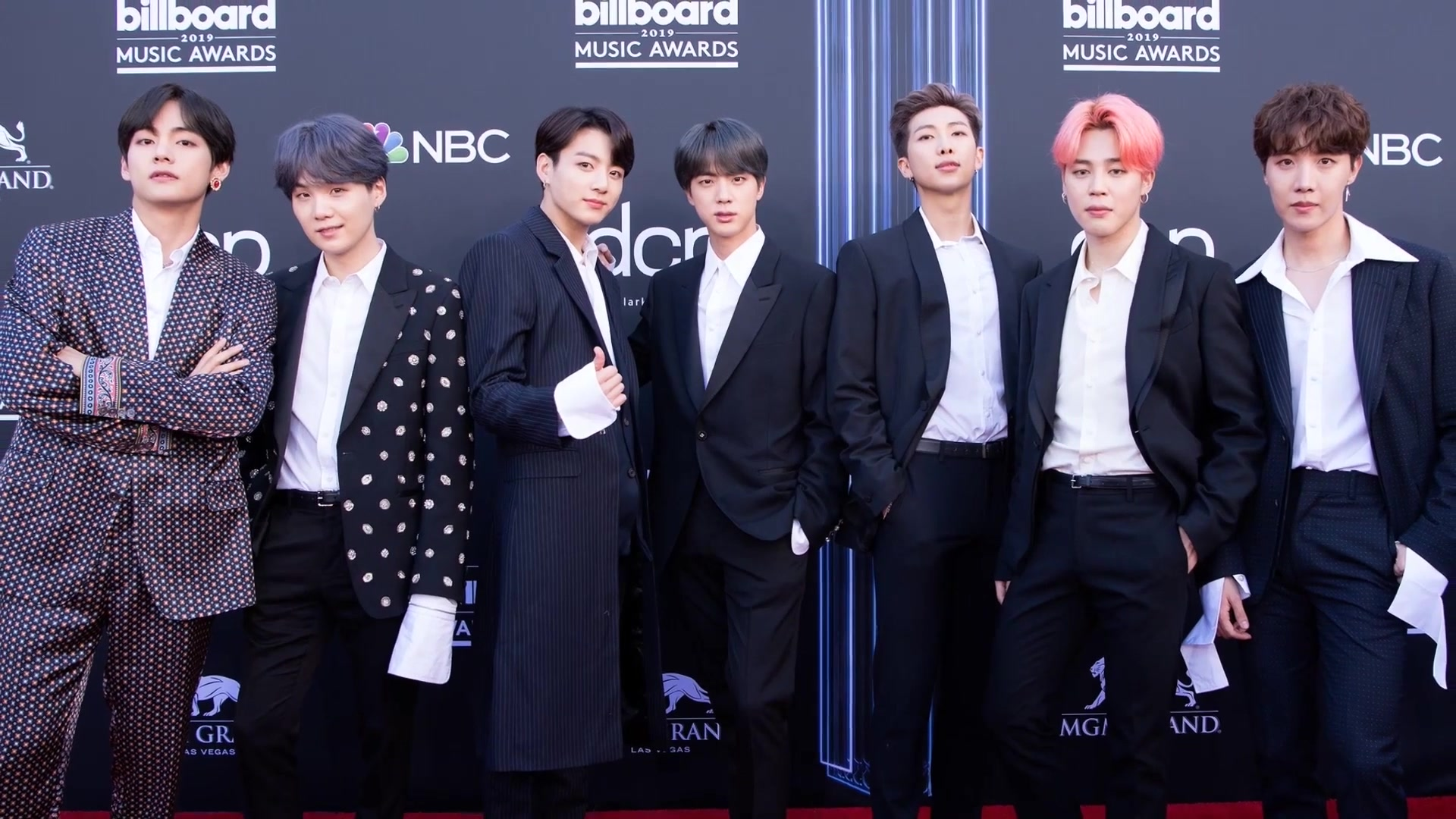
於第26屆《美國告示牌音樂獎》獲頒最佳社群媒體藝人、最佳團體獎項的防彈少年團

9月25日，防彈少年團開通官方TikTok帳號，僅歷時3小時31分鐘便創下平臺最快突破一百萬關注數的紀錄，同時獲得金氏世界紀錄的認證。
9月27日，成員j-hope發佈與美國歌手Becky G合作的數位單曲《Chicken Noodle Soup》免費音源及音樂錄影帶。
9月28日，《Chicken Noodle Soup》公開首日，音源於美國iTunes單曲榜空降1位，成為第二位達成美國iTunes單曲榜1位的韓國歌手，並登上全世界共71個國家及地區的iTunes單曲榜1位；音樂錄影帶達到2176萬觀看次數，成為YouTube改版後首日最高觀看次數的音樂錄影帶，刷新了全球歌手的紀錄。
10月7日（美國時間），成員j-hope數位單曲《Chicken Noodle Soup》空降Billboard Hot 100排行榜第81名，成為防彈少年團中首位以solo歌曲進入Billboard Hot 100的成員，也是第三位進入該榜單的韓國solo歌手。
10月18日，官方YouTube頻道公開了迷你六輯《MAP OF THE SOUL : PERSONA》收錄曲〈Make It Right〉的音樂錄影帶，歌曲與美國歌手Lauv合作。10月30日，〈Make It Right〉登上Billboard Hot 100排行榜第76名，成為防彈少年團第七首進榜單曲。
11月4日，防彈少年團於2019年《MTV歐洲音樂大獎》獲頒「最佳團體」以及「最佳粉絲」，並以演唱會《BTS WORLD TOUR 'LOVE YOURSELF : SPEAK YOURSELF'》獲頒「最佳現場」共三個獎項。
11月19日，防彈少年團入選美國《Variety》第三年度的「熱門製造機(Hitmakers) 」的名單，並被選為「2019年度團體」，防彈少年團成為首組獲得該獎項的韓國團體。
11月24日，防彈少年團於2019年全美音樂獎獲頒「最受歡迎團體」以及「最受歡迎社群藝人」，並以演唱會《BTS WORLD TOUR 'LOVE YOURSELF'》獲頒「年度巡演」共三個獎項，首次由非英語歌手獲頒「最受歡迎團體」。
11月30日，防彈少年團於2019年甜瓜音樂獎頒獎典禮獲頒「TOP10」、「Kakao Hot Star獎」、「男子舞蹈獎」、「網路人氣獎」共4個獎項，並獲頒四個大賞「年度歌曲」、「年度製作」、「年度專輯」及「年度藝人」，共獲得8個獎項，成為甜瓜音樂獎首個大滿貫的韓國歌手。

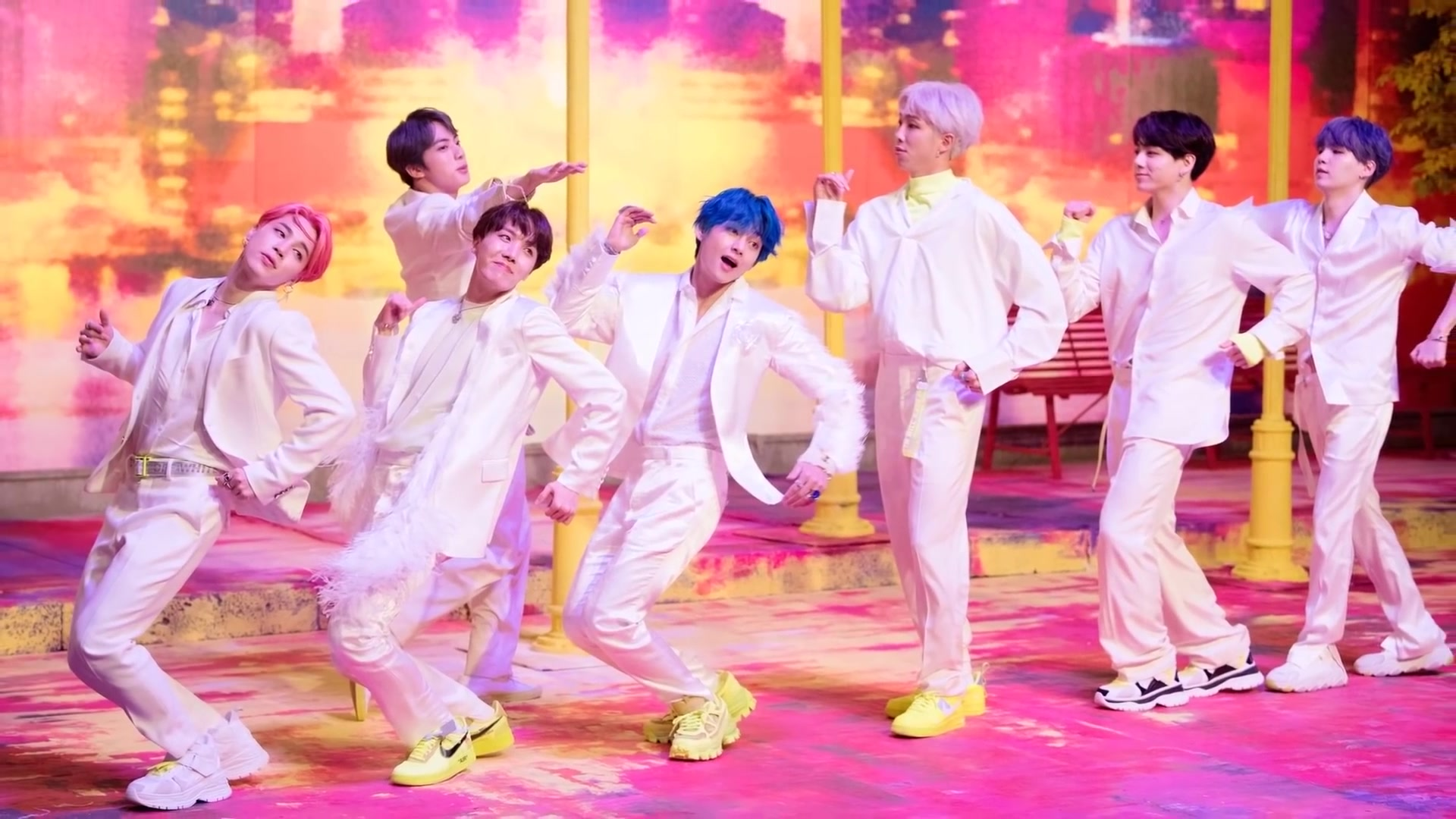
防彈少年團〈Boy With Luv〉音樂錄影帶拍攝現場

12月4日，防彈少年團於2019年Mnet亞洲音樂大獎頒獎典禮獲頒「最佳男子團體」、「Worldwide Fans' Choice」、「最佳男子團體舞蹈獎」、「最受喜愛男藝人」、「最佳音樂錄影帶獎」共5個獎項，並獲頒四個大賞「年度歌曲」、「年度全球偶像」、「年度專輯」以及「年度藝人」，共獲得9個獎項，成為Mnet亞洲音樂大獎首個大滿貫的韓國歌手。而成員SUGA也以數位單曲《申請曲》獲得「最佳合作獎」。
12月5日，Billboard在網站上公佈了2019年的年度總結榜單，防彈少年團登上年度〈Top Artist〉中的第15位，更登上〈Top Artist-Duo/Group〉榜單第2位，並橫掃〈Independent Artist〉、〈Social 50 Artist〉及〈World Album〉等榜單的冠軍。此外，防彈少年團的專輯《Map of the Soul: Persona》和《Love Yourself 結 'Answer'》，分別登上年度總結榜單〈Billboard 200 ALBUMS〉中的51名以及118名，創下韓國歌手的紀錄。
12月11日，防彈少年團2018年日語單曲《FAKE LOVE/Airplane pt.2》的音樂錄影帶〈Airplane Pt. 2〉於YouTube上突破1億觀看次數，成為首個以日語作品突破1億觀看次數的韓國男子團體。12月12日，美國《TIME》的「2019年世界最大影響力人物」投票中，防彈少年團以4%投票率奪得第四位。

### 2020年初至4月：正規四輯《MAP OF THE SOUL: 7》、特別企劃展《CONNECT, BTS》
1月4日，於2020年首日金唱片獎中，防彈少年團以歌曲〈Boy With Luv〉獲得音源大賞及音源本賞兩個獎項。1月5日，於2020年次日金唱片獎中，防彈少年團獲得4個獎項並以迷你六輯《MAP OF THE SOUL : PERSONA》奪得唱片大賞，成為史上唯一一個同年包攬金唱片獎音源大賞及唱片大賞的韓國歌手。
1月8日，所屬經紀公司宣布防彈少年團將於2月21日攜新專輯《MAP OF THE SOUL : 7》回歸樂壇，新專輯將在1月9日起開始進行預售。
1月10日，〈DNA〉音樂錄影帶歷時843天突破9億觀看次數突破9億觀看次數，成為韓國男團史上最初以及最快破9億的歌曲。

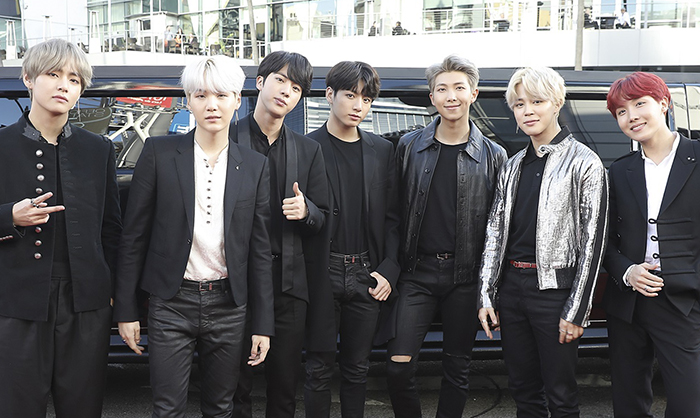
於第45屆《全美音樂獎》的防彈少年團

1月15日，特別企劃展《CONNECT, BTS》將連結五大城市舉辦跨國活動，防彈少年團將和22位國籍、領域、世代殊異的藝術家攜手，一起策展的特別企劃展《CONNECT, BTS》將於1月14日在英國倫敦登場，之後將陸續在德國柏林、阿根廷布宜諾斯艾利斯、韓國首爾以及美國紐約開展。
1月16日，根據防彈少年團專輯發行商Dreamus Company數據統計，防彈少年團的最新專輯《MAP OF THE SOUL : 7》在9至15日僅一周預售量就突破342萬張，比前作《MAP OF THE SOUL : PERSONA》首周預售量多了70萬張，刷新了韓國國內的記錄。
1月16日（美國時間），特別四輯《LOVE YOURSELF 結 'Answer'》獲得美國唱片業協會白金唱片認證，成為首位獲得該協會白金唱片認證的韓國歌手，該專輯主打曲〈IDOL〉也同時獲得白金單曲認證，是防彈少年團第三首白金認證單曲。
1月18日，正規四輯《MAP OF THE SOUL : 7》先行曲〈Black Swan〉，登上全世界共97個國家及地區iTunes單曲榜1位，成為韓國歌手最高紀錄。1月22日，官方釋出第四次世界巡迴演唱會《BTS MAP OF THE SOUL TOUR》的首波資訊，本次的世界巡演，除了首站首爾外，也將從4月25日起延伸到北美、歐洲及日本城市。目前已公開的巡演城市，有美國聖塔克拉拉、洛杉磯、達拉斯、奧蘭多、亞特蘭大、紐澤西、華盛頓、芝加哥、加拿大多倫多、英國倫敦、德國柏林、西班牙巴塞隆納及日本福岡、大阪、埼玉、東京，防彈少年團將造訪17個城市，舉辦37場演出。
1月23日，所屬社表示防彈少年團將以表演嘉賓的身分出席第62屆《葛萊美獎》，與Lil Nas X帶來合作舞台。這是防彈少年團去年以頒獎嘉賓的身分出席《葛萊美獎》後，第二次出席《葛萊美獎》，同時也是韓國歌手首次在《葛萊美獎》進行演出。
1月28日，正規四輯《Map of the Soul: 7》先行曲〈Black Swan〉空降Billboard Hot 100排行榜第57位，成為防彈少年團第8首進入該榜的歌曲。1月30日，於第29屆首爾歌謠大賞中，防彈少年團共獲得2個獎項，其中以迷你六輯《MAP OF THE SOUL : PERSONA》奪得唱片大賞，連續3年獲得大賞殊榮。
2月3日（美國時間），根據即將更新的告示牌數據，防彈少年團將再度拿下告示牌「Social 50」冠軍，防彈少年團先後已奪冠共164週，將刷新「Social 50」上奪冠的最長總週數紀錄。
2月21日，迷你六輯《MAP OF THE SOUL : PERSONA》主打曲〈Boy With Luv〉獲得英國唱片業協會銀認證，是第一首獲得該協會認證的單曲，也是首個得此認證的韓國男團。同日，〈Boy With Luv〉音樂錄影帶突破七億觀看次數，成為韓國男團史上最快破七億的歌曲，歷時共316天。
2月21日，正規四輯《MAP OF THE SOUL : 7》主打曲〈ON〉在發布首小時於韓國音源網站Melon獲得12萬3489次收聽次數，成為Melon改版後首小時最高收聽的歌曲。主打曲〈ON〉空降五大音源網站排行榜的實時一位。除此之外，專輯及主打曲〈ON〉實時空降美國iTunes專輯榜及單曲榜一位，且二十首收錄曲皆進入單曲榜前20位，達成All Kill成就。依據Hanteo排行榜數據，專輯發行2小時後銷售量突破二百萬，成為Hanteo最快達到一百萬和二百萬銷售量的韓國藝人，並且打破迷你六輯《MAP OF THE SOUL : PERSONA》所創的歷史最佳首週銷售紀錄。

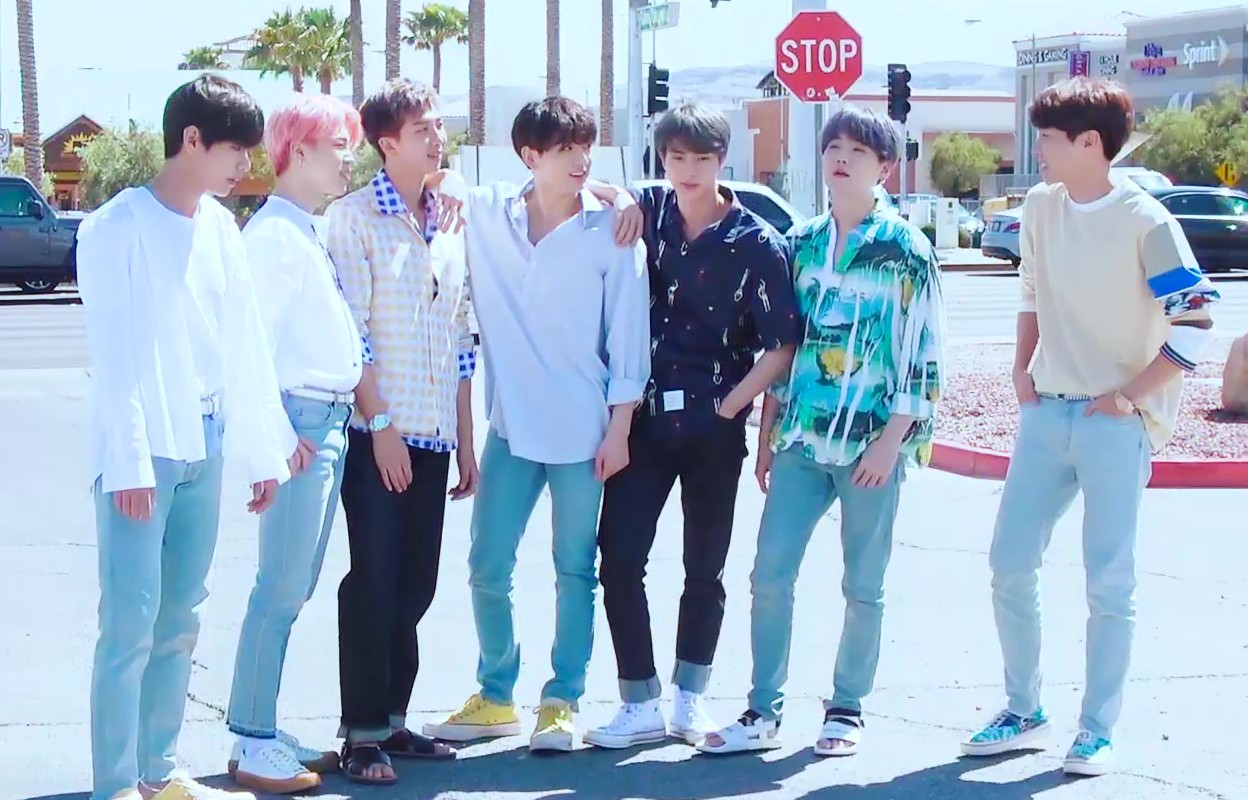
拍攝韓國《Dispatch》特輯的防彈少年團

2月22日，正規四輯《MAP OF THE SOUL : 7》取得96個國家及地區iTunes專輯榜第一位，成為該榜單獲得最多一位的韓國藝人。
2月28日，官方YouTube頻道釋出〈ON〉的音樂錄影帶，在公開後1小時5分鐘便突破1千萬次觀看次數，刷新了自身去年迷你六輯〈Boy With Luv〉所保持的紀錄。
3月2日，正規四輯《MAP OF THE SOUL : 7》空降美國告示牌Billboard 200一位，防彈少年團在兩年內便獲得四張冠軍專輯，是歷史上首個擁有四張非英語系冠軍專輯的歌手。3月3日，《MAP OF THE SOUL : 7》主打曲〈ON〉空降Billboard Hot 100第4名，刷新了自身去年迷你六輯〈Boy With Luv〉第8名的紀錄，成為防彈少年團第九首進榜單曲。且收錄曲〈My Time〉和〈Filter〉也進入排行榜第84名和第87名，成為首位三首歌曲同時入榜的韓國歌手。
3月12日，根據Gaon Chart發表的2020年2月專輯月榜，正規四輯《MAP OF THE SOUL : 7》僅發行9天便達到411萬4843張銷量，刷新了去年以迷你六輯《MAP OF THE SOUL : PERSONA》創下的Gaon排行榜單專輯最高銷量322萬張的紀錄，亦是Gaon Chart創榜以來銷量最高的專輯。同時，防彈少年團的專輯累積銷量已達2074萬8093張，是首個專輯銷量突破2000萬張的韓國歌手。
3月13日，成員V親自參與製作並演唱的電視劇《梨泰院Class》原聲帶歌曲〈Sweet Night〉公開，是繼2016年演唱《花郎》的〈非你不可〉後再次演唱的原聲帶歌曲。〈Sweet Night〉成為第一首取得美國及英國Top Songs排行榜第一位的韓國電視劇原聲帶歌曲。
4月5日，迷你五輯《LOVE YOURSELF 承 'Her'》主打曲〈DNA〉音樂錄影帶突破9億5000萬觀看次數，成為韓國男團史上最初以及最快破9億5000萬的歌曲。除此之外，〈DNA〉亦以504萬條評論成為YouTube歷史上最多評論數的音樂錄影帶。4月28日，防彈少年團登上2020年《韓國富比士》年度名人榜第1名，繼2018年後再度登上榜首，成為首個兩年登上榜首的非三大公司出身韓國團體。
5月8日，所屬經紀公司宣布防彈少年團將在7月15日發行日本正規四輯《MAP OF THE SOUL : 7 ~ THE JOURNEY ~》，包括主打曲〈Stay Gold〉以及成員Jung Kook參與作詞、作曲的〈Your eyes tell〉兩首新歌，亦同時收錄日文版〈ON〉以及〈Black Swan〉等共13首歌曲。
|

### 2020年5月至9月：SUGA第二張Mixtape《D-2》、首張英語單曲《Dynamite》

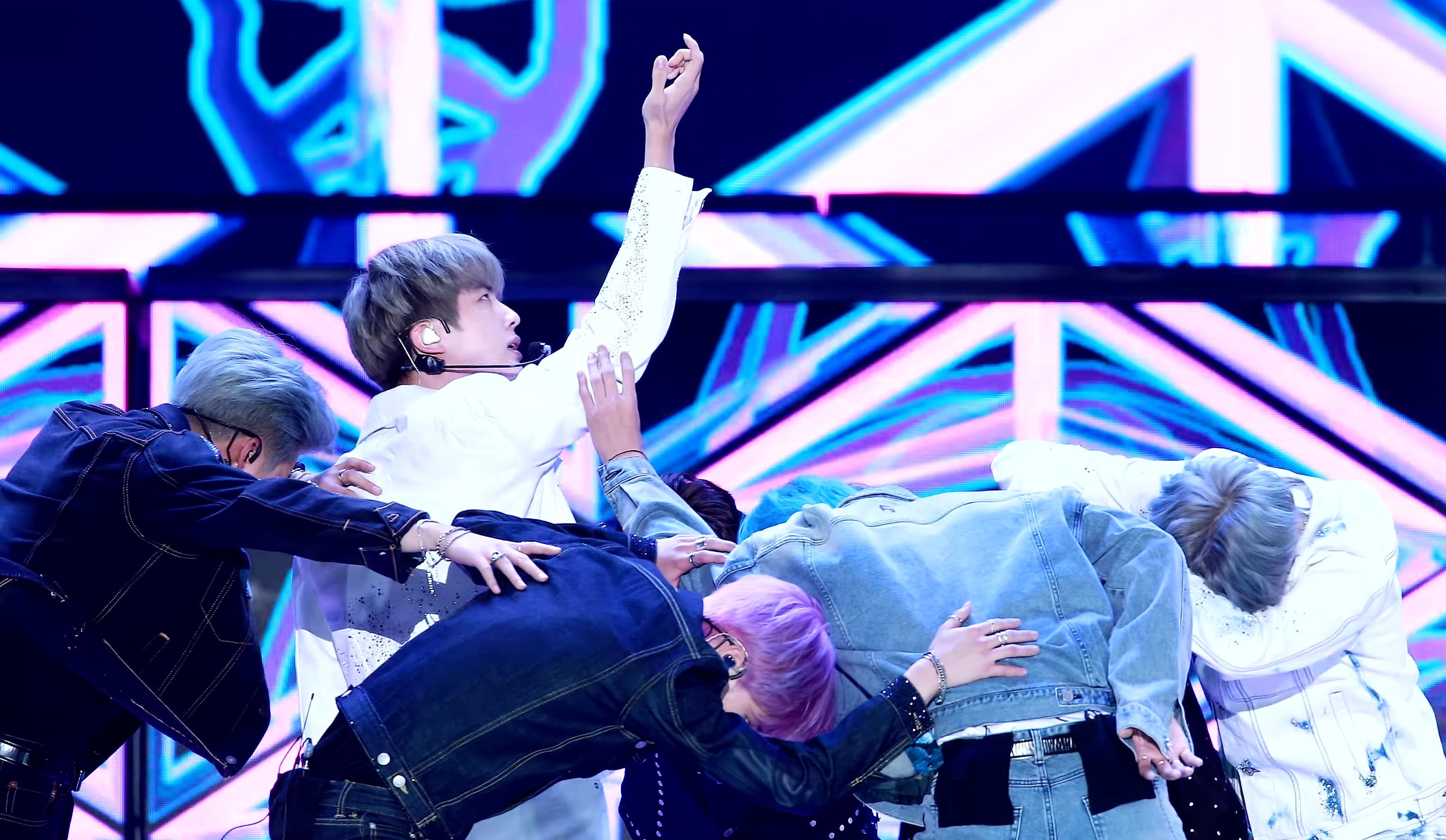
於首爾歌謠大賞的〈FAKE LOVE〉舞台

5月22日，成員SUGA以藝名「Agust D」發行第二張Mixtape《D-2》，而官方YouTube頻道亦釋出了主打曲〈大吹打 （页面存档备份，存于）〉的音樂錄影帶。《D-2》同時收錄由成員RM參與Feature的〈Strange〉等共10首歌曲。
5月23日，《D-2》發行後取得iTunes專輯榜83個國家及地區一位，而主打曲〈大吹打〉則取得iTunes單曲榜57個國家及地區一位。主打曲〈大吹打〉首日最高觀看次數達到2388萬，成為YouTube改版後solo歌手中首日最高觀看次數的音樂錄影帶。
6月1日，迷你五輯《LOVE YOURSELF 承 'Her'》主打曲〈DNA〉音樂錄影帶歷時986天突破10億觀看次數，成為韓國男團史上最初以及最快破10億的歌曲。
6月2日，SUGA第二張Mixtape《D-2》發行首週登上美國告示牌Billboard 200第11位，刷新了韓國solo歌手的最高排名紀錄。亦是繼j-hope的Mixtape《Hope World》以及RM的playlist《Mono.》後第三位以個人作品登上Billboard 200的防彈少年團成員。6月3日，主打曲〈大吹打〉空降Billboard Hot 100排行榜第76名，成為防彈少年團中第二位以個人歌曲登上Billboard Hot 100的成員，也是第四位進入該榜單的韓國solo歌手。SUGA成為第一位同時登上美國告示牌兩大主榜的韓國solo歌手。
6月19日，正規四輯《MAP OF THE SOUL : 7》以429,009張銷量的成績登上Oricon2020年上半年專輯榜冠軍，是時隔三年在上半年專輯榜上奪冠的男歌手，更是繼Michael Jackson於1984年登上冠軍後，時隔34年奪冠的海外歌手。
6月20日，日語正規四輯《MAP OF THE SOUL : 7 ~ THE JOURNEY ~》先行曲〈Stay Gold〉發行後取得iTunes單曲榜84個國家及地區一位，刷新了自身日語作品的最佳紀錄。6月27日，先行曲〈Stay Gold〉音樂錄影帶首日最高觀看次數達到2779萬，成為韓國藝人中日語作品首日最高觀看次數的音樂錄影帶。

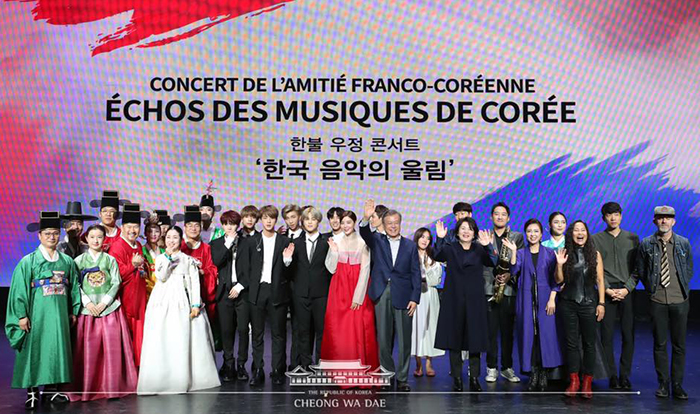
於韓法友好大會的防彈少年團

7月6日，正規四輯《MAP OF THE SOUL : 7》先行曲〈Black Swan〉累積獲得104個國家及地區iTunes單曲榜一位，刷新紀錄成為全球獲得最多iTunes一位的單曲。
7月10日，正規四輯《MAP OF THE SOUL : 7》以426萬5617張銷量獲得韓國Gaon Chart上半年專輯銷量冠軍。同日，根據Nielsen Music統計顯示，《MAP OF THE SOUL : 7》在美國當地共售出55萬2000張，成為2020年上半年美國最暢銷的專輯，也是在上半年唯一突破50萬銷量的專輯。
7月16日，日語正規四輯《MAP OF THE SOUL : 7 ~ THE JOURNEY ~》首日銷量突破44萬7869張，成為Oricon2020年專輯榜首日銷量最高的專輯。同日，收錄曲〈Your eyes tell〉獲得全球共93個國家及地區iTunes單曲榜一位，成為史上在iTunes中獲得最多冠軍的日語歌曲。
7月27日，所屬經紀公司宣布防彈少年團將於8月21日發表首支英語單曲，是防彈少年團出道以來首次發行以全英文演唱的歌曲，期望能在艱難的時期，為粉絲們帶來活力。
7月20日，日語正規四輯《MAP OF THE SOUL : 7 ~ THE JOURNEY ~》空降Billboard 200第115名，並在實體專輯發行後，於8月17日排名上升至第14名，打破日語正規三輯《FACE YOURSELF》在該榜單第43名的紀錄，成為防彈少年團在Billboard 200排名最高的日語專輯。
8月2日，所屬經紀公司宣佈首支英語單曲名為〈Dynamite〉。當晚於Twitter上，有關防彈少年團英語單曲話題「BTS_Dynamite」獲得了巨大討論和關注，引起了粉絲們的熱烈期待。
8月5日，防彈少年團將於《2020年MTV音樂錄影帶大獎》表演〈Dynamite〉，成為首個在美國四大音樂頒獎典禮上皆表演過的韓國團體。此外，防彈少年團也憑著〈ON〉入圍了「Best Pop」、「Best K-Pop」以及「Best Choreography」三個獎項。
8月14日，於2020年Soribada最佳音樂大獎獲得「大賞」、「男子人氣獎」與「本賞」共三個獎項。防彈少年團出道至今共獲得40個大賞，持續刷新韓國團體的紀錄。
8月21日，發行首支英語單曲〈Dynamite〉，音樂錄影帶在公開後20分鐘便突破1千萬次觀看次數，刷新了正規四輯〈ON〉所保持的1小時5分鐘的紀錄，並以超過300萬的觀看人數，成為YouTube平台有史以來最高的首映紀錄。
8月22日，〈Dynamite〉發行後，共取得104個國家及地區iTunes單曲榜一位，成為全球最快達成iTunes單曲榜100個一位的歌曲，並以全球共777萬8950個串流量，空降Spotify的Global Top 50榜單一位，成為首位登上該榜榜首的韓國歌手。音樂錄影帶在公開24小時內便達到1億110萬觀看次數以及882萬點讚數，兩項皆為YouTube上的全新世界紀錄，成為YouTube史上24小時最高觀看次數及用時最快突破1億觀看次數的音樂錄影帶。8月26日，〈Dynamite〉音樂錄影帶歷時4天12小時突破2億觀看次數，成為韓國團體最快破2億的歌曲。

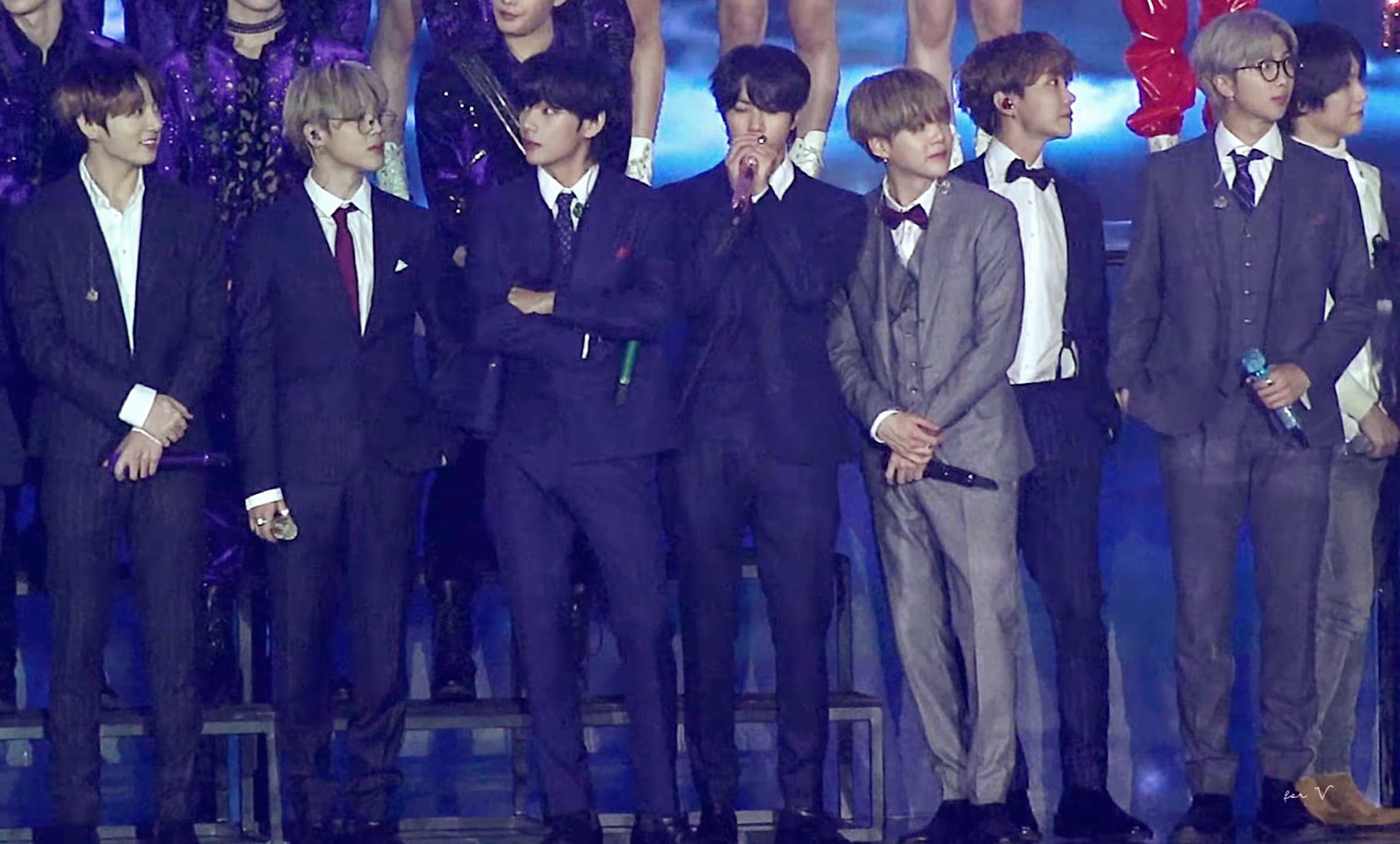
於KBS歌謠盛典的防彈少年團

8月28日，〈Dynamite〉空降英國單曲排行榜第3名，刷新自身最佳成績，同時成為首位空降該榜單前十名的韓國歌手。8月29日，〈Dynamite〉於《Show! 音樂中心》獲得一位，成為韓國音樂節目放送史上首個獲得一位的英語歌曲。
8月31日，於《2020年MTV音樂錄影帶大獎》帶來〈Dynamite〉的初舞台，並獲頒「Best Pop」、「Best Group」、「Best Choreography」以及「Best K-Pop」共4個獎項，連續兩年獲得「Best Group」，也成為第一個獲得「Best Pop」的韓國歌手。
9月1日，〈Dynamite〉以首周3390萬個串流量、30萬銷量及1160萬個電台聽眾量，空降Billboard Hot 100冠軍，成為首個登上Billboard Hot 100一位的韓國歌手，同時也是首個Billboard 200和Billboard Hot 100皆獲得過一位的亞洲歌手。9月5日，〈Dynamite〉音樂錄影帶歷時15天突破3億觀看次數，成為韓國團體最快破3億的歌曲。
9月8日，〈Dynamite〉以數位銷售量18.2萬、1750萬個串流量及1600萬個電台聽眾量，蟬聯Billboard Hot 100第二周冠軍，成為Billboard Hot 100歷史第20首連續兩週一位的歌曲，也是本世紀首支空降並連冠的團體歌曲。
9月22日，美國告示牌公佈第27屆《美國告示牌音樂獎》的入圍名單，防彈少年團第四次入圍「最佳社群媒體藝人」，並第二度入圍「最佳團體」，連續兩年同時入圍兩個獎項。9月26日，〈Dynamite〉音樂錄影帶突破4億觀看次數，成為韓國團體最快破4億的歌曲。
9月28日，〈Dynamite〉以數位銷售量15.3萬、1400萬個串流量及2080萬個電台聽眾量，重回Billboard Hot 100冠軍，同時獲得Billboard Global 200第一位及Billboard Global 200 Excl US第一位。

### 2020年10月至年末：迷你七輯《BE》 、首度入圍《葛萊美獎》
9月27日，所屬經紀公司宣布防彈少年團將於11月20日發行迷你七輯《BE》於韓國回歸，新專輯將在9月28日起開始進行預售。

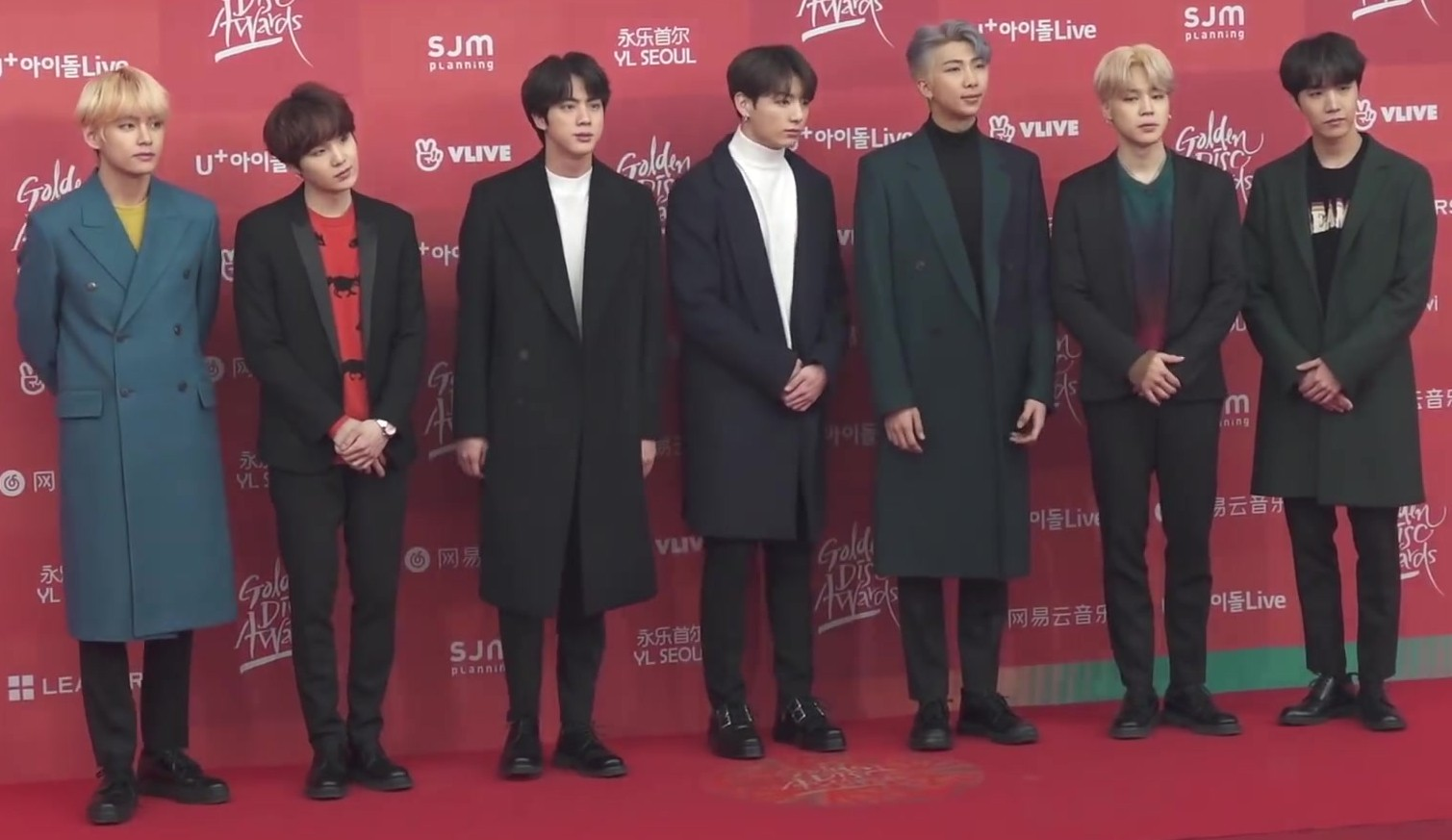
出席第33屆金唱片獎金唱片大獎的防彈少年團

10月13日，防彈少年團與Jawsh 685及Jason Derulo合作的歌曲〈Savage Love (Laxed – Siren Beat)〉獲得Billboard Hot 100第一名，成為防彈少年團第二首Billboard Hot 100冠軍的歌曲。
10月14日（美國時間），於《第27屆美國告示牌音樂獎》再度獲頒「最佳社群媒體藝人」，連續四年獲得該獎項，並帶來歌曲〈Dynamite〉的表演舞台。
10月17日，官方Twitter帳號追蹤人數突破3000萬，成為首個在Twitter上突破3000萬追蹤人數的韓國藝人，也是他們時隔1年5個月再度刷新的記錄，慶賀該活動的推特標籤「#BTS30M」亦登上了推特「全球趨勢榜」。
10月18日，〈Dynamite〉音樂錄影帶突破1965萬個點讚數，打破維持了整整八年的記錄，成為韓國史上最多點讚的音樂錄影帶，亦是全球第五多點讚數的音樂錄影帶。
10月20日，〈Dynamite〉音樂錄影帶歷時59天突破5億觀看次數，成為韓國藝人和全球所有音樂團體中最快突破5億觀看次數的歌曲，亦是防彈少年團第10首突破5億觀看次數的音樂錄影帶。
10月24日，迷你六輯《MAP OF THE SOUL : PERSONA》主打曲〈Boy With Luv〉音樂錄影帶歷時560天突破10億觀看次數，成為韓國男團最快突破10億觀看次數的音樂錄影帶，亦是繼〈DNA〉後第二首達成10億觀看次數的音樂錄影帶，防彈少年團成為首個擁有兩首10億觀看次數的韓國男團。
10月26日，特別一輯《Skool Luv Affair Special Addition》時隔6年再版發行，首次進入Billboard 200榜單並空降第12名，成為防彈少年團第13張登上Billboard 200的專輯。
10月31日，所屬經紀公司宣布迷你七輯《BE》主打曲為〈Life Goes On〉，並將於2020年全美音樂獎帶來新歌初舞台，而防彈少年團亦成功入圍「最受歡迎團體」及「最受歡迎社群藝人」兩個獎項。
11月6日，所屬經紀公司於官方社群Weverse宣布成員SUGA長期因肩部健康問題深受困擾，為了歌手生涯及日後履行兵役義務，近日進行了手術治療，為專注於身體的恢復，將會暫時缺席除部分日程外的大部分官方活動。
11月9日，防彈少年團於2020年《MTV歐洲音樂大獎》獲頒「最佳團體」、「最佳虛擬直播」及「最佳粉絲」，並以〈Dynamite〉獲頒「最佳歌曲」共四個獎項，成為首個獲頒「最佳歌曲」的非英語歌手。
11月13日，英語單曲〈Dynamite〉以第12周成績於音樂節目《音樂銀行》獲得第22個一位，成為韓國獲得最多一位的歌曲，打破防彈少年團去年獲得21個一位歌曲〈Boy With Luv〉的記錄。
11月16日，〈Dynamite〉音樂錄影帶歷時87天突破6億觀看次數，成為韓國藝人最快突破6億觀看次數的歌曲，亦是防彈少年團第9首突破6億觀看次數的音樂錄影帶。
11月21日，迷你七輯《BE》主打曲〈Life Goes On〉發行首日獲得90個國家及地區iTunes單曲榜一位。根據Hanteo排行榜數據，《BE》首日銷量達到195萬106張，是韓國歷史上首日銷量第二高的專輯，首日銷量最高的則是防彈少年團正規四輯《MAP OF THE SOUL : 7》的265萬3050張。
11月22日，迷你七輯《BE》主打曲〈Life Goes On〉歷時2天3小時突破1億觀看次數，是防彈少年團第27首破億的音樂錄影帶，亦是全球第五快破億的音樂錄影帶。
11月23日，防彈少年團於2020年全美音樂獎獲頒「最受歡迎團體」以及「最受歡迎社群藝人」，連續三年於該頒獎典禮獲獎，並帶來迷你七輯《BE》主打曲〈Life Goes On〉新歌初舞台。
11月24日（美國時間），防彈少年團憑藉英語單曲〈Dynamite〉入圍第63屆葛萊美獎的「最佳流行組合或團體」，成為首個獲葛萊美獎提名的韓國團體，亦是韓國流行音樂史上的新歷史。
11月30日，迷你七輯《BE》空降美國《告示牌》Billboard 200一位，防彈少年團在兩年半內便獲得五張冠軍專輯，並成為Billboard 200歷史上首個擁有五張非英語冠軍專輯的歌手，《BE》是目前第11個登上冠軍的非英語專輯，而這11張非英語專輯中有5張是防彈少年團的專輯。
12月1日，迷你七輯《BE》主打曲〈Life Goes On〉以首周1490萬串流量、15萬下載量及41萬個電台聽眾量，空降Billboard Hot 100一位，是歷史首支空降Billboard Hot 100一位的非英語歌曲，防彈少年團成為首個在同一周同時空降Billboard 200和Billboard Hot 100一位的團體，英語單曲〈Dynamite〉也回到排行榜第3名、收錄曲〈Blue & Grey〉空降第13名、〈Stay〉空降第22名、〈Fly To My Room〉空降第69名、〈Telepathy〉空降第70名、〈Dis-ease〉空降第72名，除了〈Skit〉外，全專7首歌曲全部入榜。〈Life Goes On〉成為防彈少年團第三首Billboard Hot 100冠軍的歌曲，也是繼1978年後42年來最快獲得3張冠單的藝人。

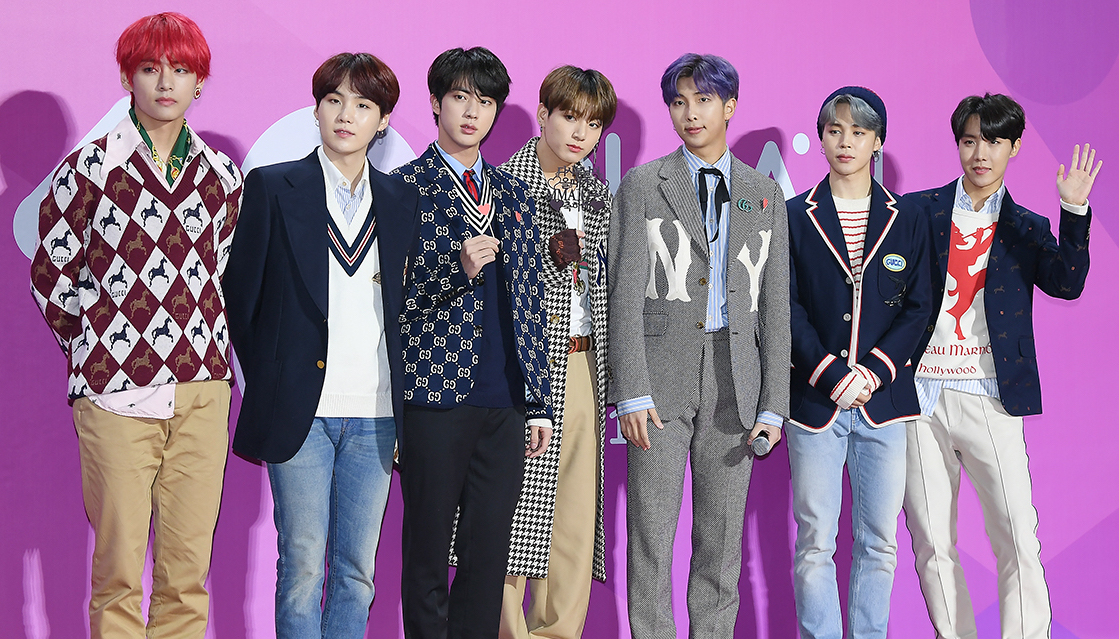
於第10屆甜瓜音樂獎的防彈少年團

12月3日，《告示牌》在網站上公佈了2020年的年度總結榜單，防彈少年團登上年度〈Top Artist〉中的第18位，更登上〈Top Artist-Duo/Group〉榜單第1位，並橫掃〈Independent Artist〉、〈Social 50 Artist〉及〈World Album〉等榜單的冠軍。此外，防彈少年團的專輯《MAP OF THE SOUL : 7》和《LOVE YOURSELF 結 'Answer'》，分別登上年度總結榜單〈Billboard 200 ALBUMS〉中的第20名以及第156名，創下韓國藝人的紀錄，而單曲〈Dynamite〉登上〈Billboard Hot 100〉年榜第38名，是年度排行最高的韓國藝人歌曲。
12月4日，英語單曲〈Dynamite〉以第15周成績於音樂節目《音樂銀行》獲得第26個一位，獲得出道以來第118個一位，成為韓國史上獲得最多一位的韓國團體，而且防彈少年團於2020年獲得44個一位，亦是有史以來單年獲得最多一位的韓國團體。
12月5日，於2020年甜瓜音樂獎獲頒6個獎項，包括三個大賞「年度歌曲」、「年度專輯」以及「年度藝人」，連續兩年獲得甜瓜音樂獎的大賞大滿貫。
12月6日，於2020年Mnet亞洲音樂大獎獲頒8個獎項，包括四個大賞「年度歌曲」、「年度全球偶像」、「年度專輯」以及「年度藝人」，連續兩年達成Mnet亞洲音樂大獎的大賞大滿貫。
12月10日，美國權威雜誌《TIME》於官方網站公開2020年各領域最具影響力的人物，其中防彈少年團被評選為演藝圈的「年度藝人 (Entertainer of the Year)」代表人物。
12月17日，〈Dynamite〉音樂錄影帶歷時118天突破7億觀看次數，成為韓國藝人中最快突破7億觀看次數的歌曲，亦是防彈少年團第6首突破7億觀看次數的音樂錄影帶，令防彈少年團成為全球擁有最多突破7億觀看次數音樂錄影帶的團體。

### 2021年上半年：第二張英語單曲《Butter》、《美國告示牌音樂獎》四冠王
1月5日，英語單曲〈Dynamite〉在發行四個月後重回Billboard Hot 100第五位，共計十三星期於該榜單排行前十位，成功刷新紀錄成為在Billboard Hot 100榜單排行前十位最長時間的韓國藝人歌曲。
1月9日，防彈少年團於2021年金唱片獎音源部門中，以英語單曲〈Dynamite〉獲得音源本賞。次日，在唱片部門中獲得人氣賞，並以正規四輯《Map of the Soul: 7》獲頒唱片本賞及大賞，連續四年獲得金唱片獎唱片大賞。
1月24日，英語單曲〈Dynamite〉音樂錄影帶歷時155天突破8億觀看次數，成為韓國團體中最快突破8億觀看次數的音樂錄影帶，亦是防彈少年團歌曲中第6首突破8億觀看次數的音樂錄影帶。

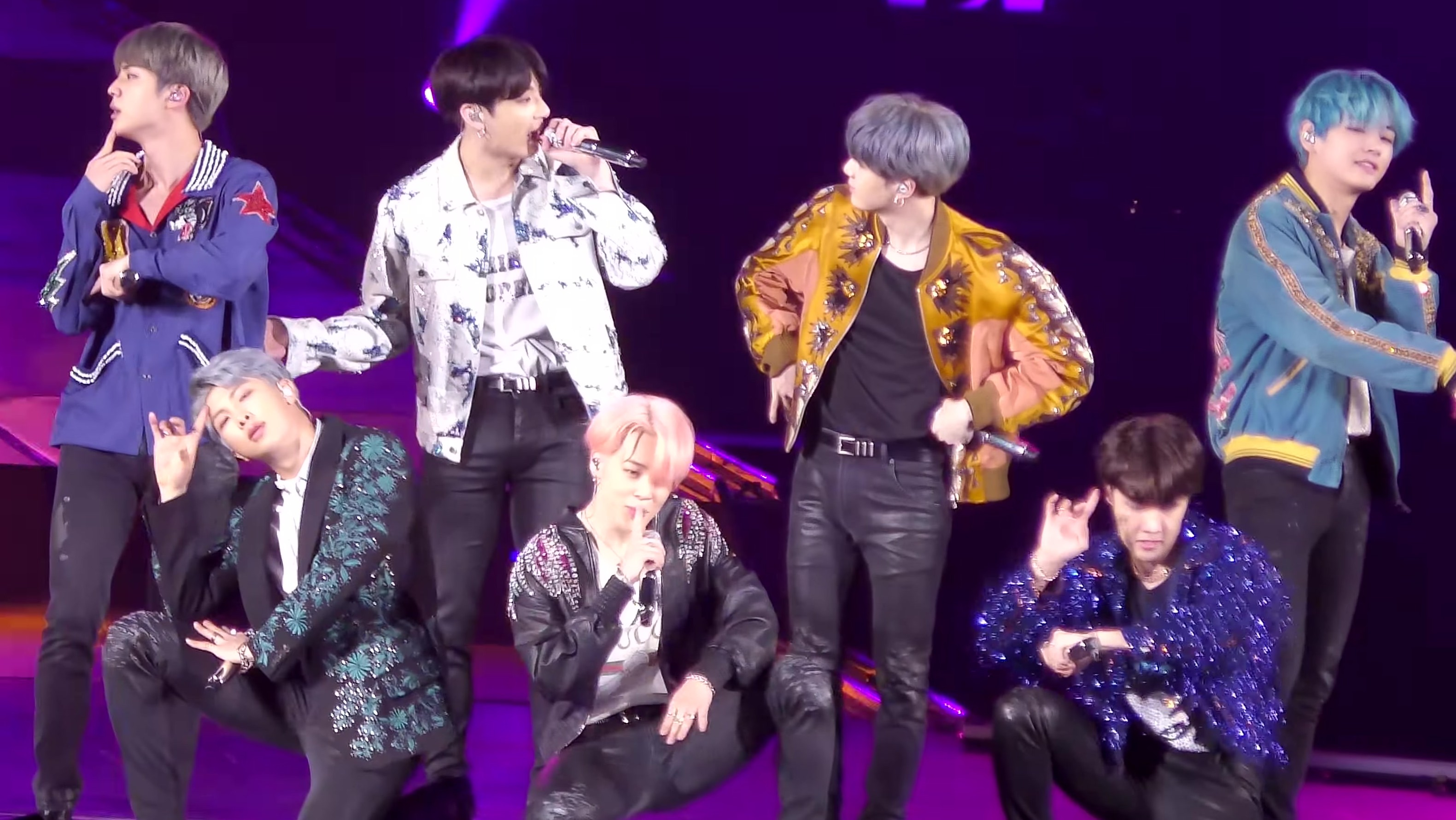
於名古屋巨蛋舉行《'LOVE YOURSELF巡迴演唱會》的防彈少年團

1月31日，防彈少年團於第30屆首爾歌謠大賞中共獲得6個獎項，是首組在首爾歌謠大賞中同時獲得最佳音源賞及最佳專輯賞的韓國歌手，並連續4年獲得大賞，防彈少年團為自身寫下歷史的新篇章。
2月24日，正規四輯《MAP OF THE SOUL : 7》於美國告示牌Billboard 200連續在榜52週，成為第一張在榜上停留滿一年的韓國歌手專輯，而在榜最長的韓國歌手專輯則是防彈少年團另一張專輯《LOVE YOURSELF 結 'Answer'》，累積在榜98週並連續上榜31週。2月28日，在2021年韓國音樂大獎中，以英語單曲〈Dynamite〉獲得「最佳流行歌曲」以及大賞「年度歌曲」，成為於該典禮獲得最多大賞的藝人，亦是首個二度獲得該典禮「年度歌曲」的藝人。
3月4日至11日，IFPI(國際唱片協會)公佈2020年年榜，防彈少年團成為2020年全球暢銷藝人冠軍，成為首個全球銷量年冠的亞洲藝人，亦是首個獲得年冠的非英語系藝人；以英語單曲〈Dynamite〉獲得全球暢銷單曲第10名，成為防彈少年團首支進榜單曲；以迷你七輯《BE》獲得全球暢銷專輯第4名，並以正規四輯《MAP OF THE SOUL : 7》獲得全球暢銷專輯冠軍，成為該榜開榜首個全球年冠得主；以日語正規四輯《MAP OF THE SOUL : 7 ~ THE JOURNEY ~》獲得全球實銷專輯第8名、迷你七輯《BE》第2名，並以正規四輯《MAP OF THE SOUL : 7》獲得全球實銷專輯冠軍，成為首張獲得全球實銷專輯年冠的韓國專輯，更是全球首位包攬該榜前二名的藝人。
3月8日，《葛萊美獎》公佈第63屆的表演嘉賓，防彈少年團將帶來英語單曲〈Dynamite〉的表演舞台，這將是防彈少年團第三次出席《葛萊美獎》，並第一次帶來單獨表演舞台，同時也是韓國歌手首次在《葛萊美獎》進行單獨演出。
3月10日，英語單曲〈Dynamite〉音樂錄影帶歷時200天突破9億觀看次數，成為韓國團體中最快突破9億觀看次數的音樂錄影帶，亦是防彈少年團歌曲中第3首突破9億觀看次數的音樂錄影帶。
3月17日，英語單曲〈Dynamite〉獲得美國唱片業協會黃金、白金、雙白金認證，成為防彈少年團、亦是韓國團體首支獲得美國唱片業協會雙白金認證的歌曲。
4月1日，防彈少年團憑藉英語單曲〈Dynamite〉入選2021年《全英音樂獎》的「最佳國際組合」獎項，成為防彈少年團第一次入圍《全英音樂獎》，亦是歷史首位入圍全英音樂獎的韓國藝人。
4月2日，日語精選二輯《BTS, THE BEST》先行曲〈Film out〉發行後取得iTunes單曲榜97個國家及地區一位，刷新了自身日語作品的最佳紀錄，音樂錄影帶首日觀看次數達到2938萬，成為韓國藝人中日語作品首日最高觀看次數的音樂錄影帶。
4月6日，英語單曲〈Dynamite〉本週Billboard Hot 100排名第30位，於Billboard Hot 100連續在榜32週，打破韓國藝人於Billboard Hot 100在榜時長記錄，成為韓國藝人在榜時間最長的歌曲。
4月12日，英語單曲〈Dynamite〉的音樂錄影帶歷時234天突破10億觀看次數，成為韓國團體中最快突破10億觀看次數的音樂錄影帶，亦是防彈少年團歌曲中第3首突破10億觀看次數的音樂錄影帶。
4月13日，日語精選二輯《BTS, THE BEST》先行曲〈Film out〉空降本週Billboard Hot 100第81位，成為首個進入該榜單的韓國藝人的日語歌曲，亦是防彈少年團第20首進入Billboard Hot 100的歌曲。
4月26日，所屬經紀公司宣佈防彈少年團將於5月21日發表第二支英語單曲〈Butter〉，歌曲意味著防彈少年團會像融化奶油一樣，用這首歌把魅力融入粉絲的日常生活中，也將在夏日到來之際發行包括〈Butter〉在內的實體專輯。
4月30日，美國告示牌公佈第28屆《美國告示牌音樂獎》的入圍名單，防彈少年團連續五年入圍「最佳社群媒體藝人」、連續三年入圍「最佳團體」，並首次入圍「Top Song Sales Artist」，同時以英語單曲〈Dynamite〉入圍「Top Selling Song」，共入圍四個獎項，創下自身在該典禮獲得最多提名的新紀錄。
5月21日，發行第二支英語單曲〈Butter〉，音樂錄影帶在YouTube公開13分鐘便突破1千萬次觀看次數，刷新了自身首張英語單曲〈Dynamite〉所保持的20分鐘的紀錄，並以390萬的首映觀看人數，打破YouTube平台有史以來最高的首映紀錄。
5月22日，〈Butter〉音樂錄影帶歷時20小時55分鐘突破1億觀看次數，成為全球最快突破1億觀看次數的歌手，打破自身〈Dynamite〉所保持的紀錄。〈Butter〉發行首日，共取得101個國家及地區iTunes單曲榜一位，音樂錄影帶在公開24小時內便達到1億820萬觀看次數以及869萬點讚數，其觀看次數成為YouTube上的全新世界紀錄，並以全球共1104萬2335個有效串流量，空降Spotify的Global Top 200榜單二位，創下Spotify平台史上最高空降有效串流的記錄，更以2090萬個全球串流量創下Spotify平台史上單日最高串流的記錄，和〈Dynamite〉(1260萬個全球串流量)相比增加了66%。

5月24日，防彈少年團於《第28屆美國告示牌音樂獎》獲頒「最佳社群媒體藝人」、「最佳團體」、「Top Song Sales Artist」以及「Top Selling Song」共四個獎項，四項提名全部獲獎，創下自身以及韓國藝人在該頒獎典禮最佳成績，並帶來英語單曲〈Butter〉的首個表演舞台。5月25日，〈Butter〉音樂錄影帶歷時4天突破2億觀看次數，成為全球最快破2億的歌曲，打破自身〈Dynamite〉所保持的紀錄。
6月1日，〈Butter〉以首周3220萬個串流量、24.28萬銷量及1810萬個電台聽眾量，空降Billboard Hot 100冠軍，成為防彈少年團第三首空降Billboard Hot 100冠軍的歌曲，亦是防彈少年團第四首Billboard Hot 100冠軍的歌曲。防彈少年團成為歷史上首個達成三首空冠單曲的團體組合以及近50年以來最快達成四首冠軍單曲的團體組合。
6月5日，〈Butter〉音樂錄影帶歷時14天突破3億觀看次數，成為韓國團體最快破3億的歌曲，打破自身〈Dynamite〉所保持的紀錄。
6月7日，〈Butter〉以1910萬個串流量、14.02萬銷量及2240萬個電台聽眾量，蟬聯Billboard Hot 100第二周冠軍，成為防彈少年團第二首連續兩週Billboard Hot 100一位的歌曲。
6月14日，〈Butter〉以1540萬個串流量、13.84萬銷量及2460萬個電台聽眾量，蟬聯Billboard Hot 100第三周冠軍，成為防彈少年團首支連續三週Billboard Hot 100一位的歌曲。
6月17日，日語精選輯《BTS, THE BEST》首日銷量突破57萬1589張，以首日銷量空降Oricon 2021年專輯實時年榜一位。次日，累積銷量66萬3618張，僅以兩日銷量便刷新韓國歌手Oricon最高首周銷量的紀錄。
6月21日，〈Butter〉以1250萬個串流量、11.14萬銷量及2580萬個電台聽眾量，蟬聯Billboard Hot 100第四周冠軍，並打破自身〈Dynamite〉所保持的三周冠軍紀錄，成為防彈少年團最多冠軍周數的Billboard Hot 100一位歌曲，亦是歷史上第一首連續四週Billboard Hot 100一位的亞洲歌曲。

### 2021年下半年：單曲專輯《Butter》、二度入圍《葛萊美獎》
6月15日，所屬經紀公司BIGHIT MUSIC宣佈，防彈少年團將於7月9日發行單曲專輯《Butter》，專輯中除了收錄第二支英語單曲〈Butter〉之外，亦將收錄另一首新歌〈Permission to Dance〉。
6月28日，〈Butter〉以1240萬個串流量、12.84萬銷量及2760萬個電台聽眾量，蟬聯Billboard Hot 100第五周冠軍，再次刷新自身創下的紀錄，成為歷史第一首連續五週Billboard Hot 100一位的亞洲歌曲。

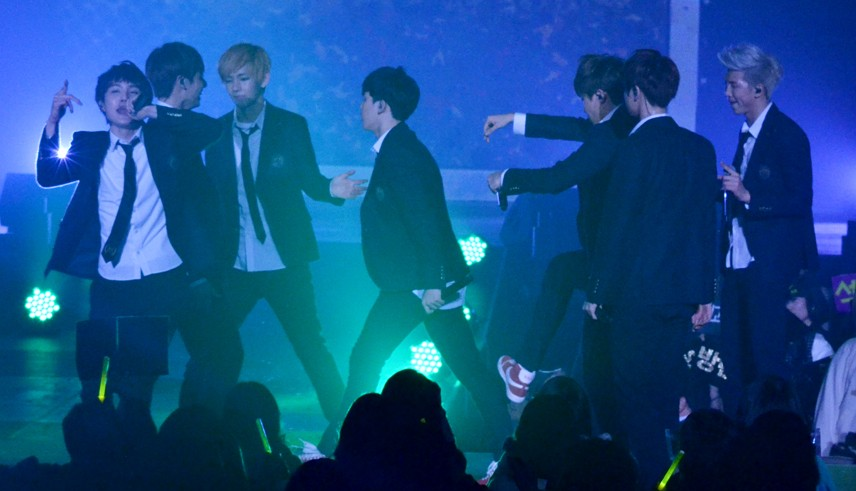
於2014年舉行首次韓國官方粉絲見面會的防彈少年團

7月6日，〈Butter〉以1100萬個串流量、15.36萬銷量及2830萬個電台聽眾量，蟬聯Billboard Hot 100第六周冠軍，再次刷新紀錄，成為歷史第一首連續六週Billboard Hot 100一位的亞洲歌曲以及歷史上第一首空冠並六連冠的組合歌曲。
7月10日，單曲專輯《Butter》收錄曲〈Permission to Dance〉發行首日取得iTunes單曲榜共92個國家及地區一位，在YouTube上的音樂錄影帶公開24小時內便達到7230萬觀看次數、677萬點讚數，並以全球共733萬9385個有效串流量，空降Spotify的Global Top 200榜單二位。
7月12日，〈Butter〉以1080萬個串流量、10.88萬銷量及2910萬個電台聽眾量，蟬聯Billboard Hot 100第七周冠軍，再次刷新紀錄，成為歷史第一首連續七週Billboard Hot 100一位的亞洲歌曲以及歷史上第一首空冠並七連冠的組合歌曲。
7月19日，〈Permission to Dance〉以首周1590萬個串流量、14.01萬銷量及110萬個電台聽眾量，空降Billboard Hot 100冠軍，成為防彈少年團第四首空降Billboard Hot 100冠軍的歌曲，亦是防彈少年團第五首Billboard Hot 100冠軍的歌曲。防彈少年團成為歷史上首個取代自身歌曲奪冠的團體。
7月20日，英語單曲〈Dynamite〉於線上串流音樂平台Spotify歷時333天突破10億串流量，成為Spotify歷史上第一首突破10億串流的韓國藝人歌曲。
7月26日，〈Butter〉以880萬個串流量、11.56萬銷量及3070萬個電台聽眾量，重回Billboard Hot 100冠軍，共累積八週Billboard Hot 100一位，並列成為2021年Billboard Hot 100累積一位在榜時長最高的歌曲。
8月2日，〈Butter〉以810萬個串流量、11.29萬銷量及3050萬個電台聽眾量，蟬聯Billboard Hot 100冠軍，共累積九週Billboard Hot 100一位，成為2021年Billboard Hot 100累積一位在榜時長最高的歌曲。
8月16日，日語精選輯《BTS, THE BEST》空降Billboard 200第19名，成為防彈少年團繼《FACE YOURSELF》和《MAP OF THE SOUL : 7 ~ THE JOURNEY ~》後第三張進入Billboard 200的日文專輯。
9月2日，吉尼斯世界紀錄透過官方網站宣佈，防彈少年團憑藉在音樂及社交媒體上創造的23項世界紀錄，進入吉尼斯世界紀錄名人堂。
9月7日，〈Butter〉以1070萬個串流量、14.30萬銷量及1220萬個電台聽眾量，重回Billboard Hot 100冠軍，共累積十週Billboard Hot 100一位，成為2021年Billboard Hot 100第一首累積十週一位的歌曲。
9月13日，防彈少年團於《2021年MTV音樂錄影帶大獎》獲頒「Best Group」，並以英語單曲〈Butter〉獲頒「Best K-Pop」及「Song of Summer」，共3個獎項，連續三年獲得「Best Group」，也成為首個獲得「Song of Summer」的韓國歌手。
9月14日，總統文在寅在青瓦臺授予防彈少年團「爲了未來一代和文化的總統特別使節」任命狀。9月20日，防彈少年團作為演講者出席聯合國大會特別活動「永續發展目標 (SDG) Moment」，向全世界傳達青年和未來世代的聲音，「不是因爲新冠疫情而出現的『Lost Generation』，而是『Welcome Generation』這個名字更適合」，意味著他們是不懼怕挑戰、向前邁進的一代。演講結束後，防彈少年團展示他們穿梭在聯合國總部各處進行〈Permission to Dance〉演出的影片。此次亦是防彈少年團繼2018年和2020年之後，第三次在聯合國大會發表演講。
9月23日，英語單曲〈Butter〉獲得美國唱片業協會黃金、白金、雙白金認證，成為防彈少年團第二首獲得美國唱片業協會雙白金認證的歌曲。
10月2日，防彈少年團與Coldplay的合作單曲〈My Universe〉空降《英國單曲排行榜》第三位，成為防彈少年團第三首空降《英國單曲排行榜》前三位的歌曲。

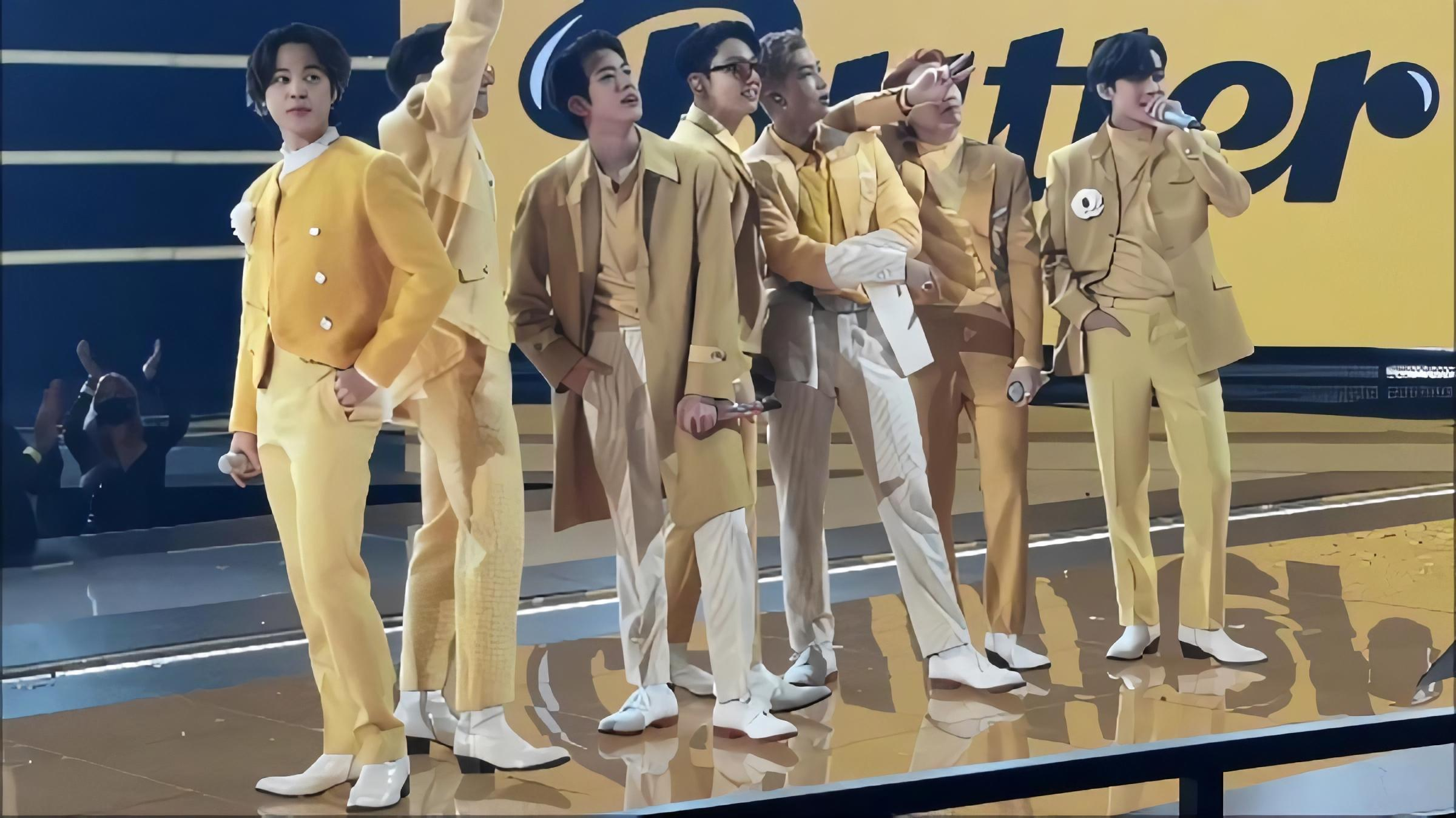
於第49屆《全美音樂獎》表演Butter的防彈少年團

10月2日，於2021年《THE FACT MUSIC AWARDS》中，防彈少年團獲得「年度藝人」、「FAN N STAR CHOICE」、「U+ IDOL Live人氣賞」、「Listener's Choice」以及「大賞」一共五個獎項，成為當晚獲獎最多的藝人。
10月5日，合作單曲〈My Universe〉以首周1150萬個串流量、12.7萬銷量及550萬個電台聽眾量，空降Billboard Hot 100冠軍，成為防彈少年團第五首空降Billboard Hot 100冠軍的歌曲，亦是防彈少年團第六首Billboard Hot 100冠軍歌曲。
11月1日，英語單曲〈Dynamite〉獲得美國唱片業協會三白金認證，成為防彈少年團首支獲得美國唱片業協會三白金認證的歌曲。迷你七輯《BE》獲得黃金、白金唱片認證，成為防彈少年團第三張白金認證唱片，主打曲〈Life Goes On〉也同時獲得黃金單曲認證，是防彈少年團第八首黃金認證單曲。
11月22日，防彈少年團於《2021年全美音樂獎》獲頒「最受喜愛團體」、「最受喜愛Pop歌曲」以及「年度最佳藝人」，連續四年於該頒獎典禮獲獎，並成為歷史首位獲得「年度最佳藝人」的亞洲歌手。
11月24日，防彈少年團憑藉第二張英語單曲〈Butter〉入圍第64屆《葛萊美獎》的「最佳流行組合或團體」，成為繼去年首張英語單曲〈Dynamite〉後再度獲得《葛萊美獎》的提名，連續兩年入圍《葛萊美獎》。
12月4日，防彈少年團於2021年甜瓜音樂獎獲頒5個獎項，並以英語單曲〈Butter〉獲得大賞「年度歌曲」，連續五屆獲得甜瓜音樂獎的大賞。
12月11日，防彈少年團2021年Mnet亞洲音樂大獎獲頒9個獎項，當中包括四個大賞「年度歌曲」、「年度全球偶像」、「年度專輯」以及「年度藝人」，連續三年達成Mnet亞洲音樂大獎的大賞大滿貫。

### 2022年上半年：精選專輯《Proof》、開展個人活動
1月5日，成員V參與演唱的原聲帶歌曲〈Christmas Tree〉發行首周空降Billboard Hot 100排行榜第79名，是歷史首支登上該榜單的韓國原聲帶歌曲，V也同時成為防彈少年團中第三位以個人歌曲登上Billboard Hot 100的成員。
1月8日，於2021年《金唱片獎》頒獎典禮中，防彈少年團獲頒音源本賞、唱片本賞、人氣賞，並以迷你七輯《BE》獲得唱片大賞，成為首個連續五年獲得《金唱片獎》唱片大賞的韓國藝人。

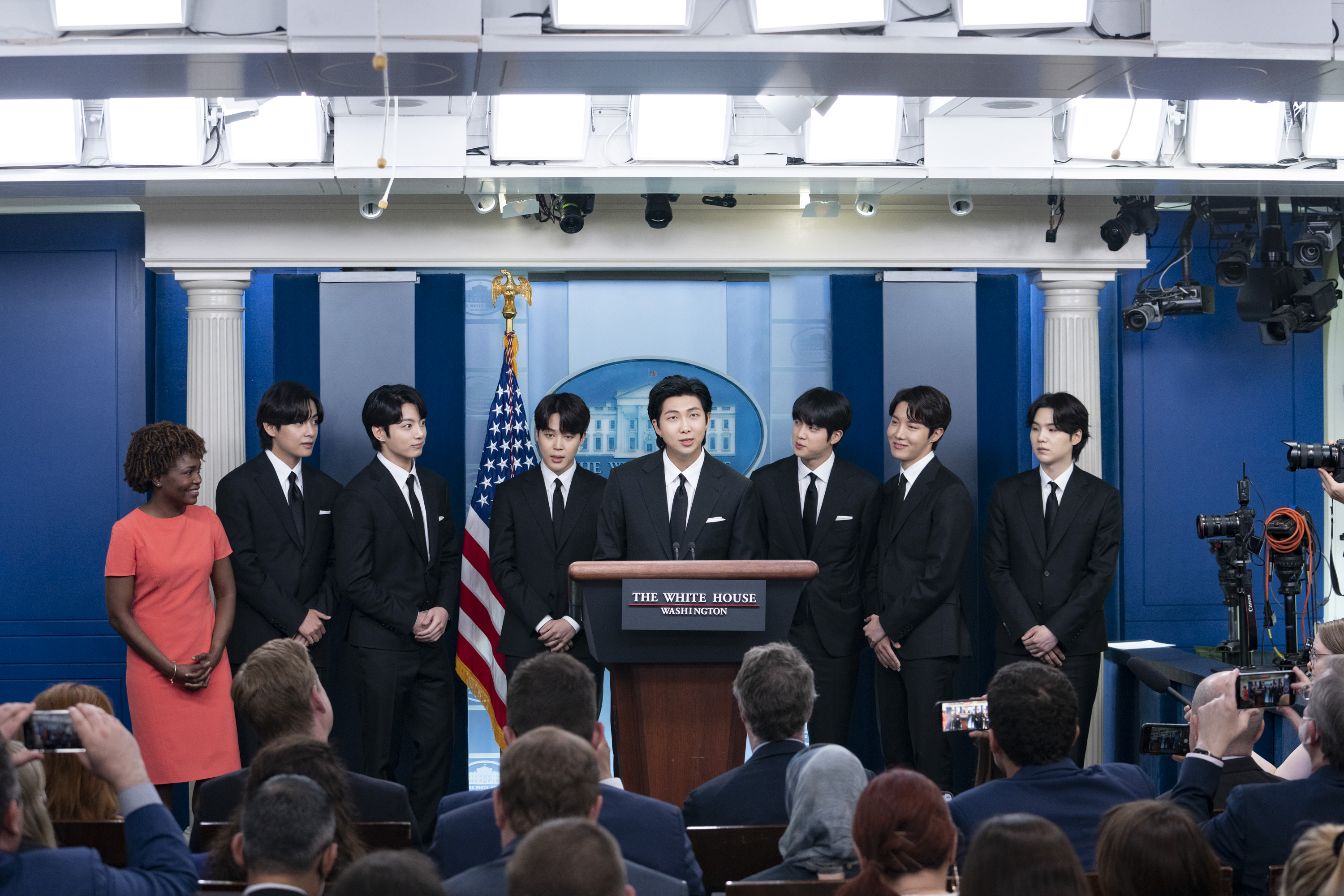
於美國白宮進行反種族仇恨演講的防彈少年團

1月23日，防彈少年團於第31屆《首爾歌謠大賞》中獲得「本賞」、「U+Idol Live 最佳藝人賞」以及「World Best Artist」一共3個獎項，成為本屆《首爾歌謠大賞》獲獎最多的藝人。
2月23日，成員Jung Kook演唱的原聲帶歌曲〈Stay Alive〉發行首周空降Billboard Hot 100排行榜第95名，成為防彈少年團中第四位以個人歌曲登上Billboard Hot 100的成員，亦是第二首進入該榜單的韓國原聲帶歌曲。
2月25日，IFPI（國際唱片協會）公佈2021年年榜，防彈少年團成為2021年全球暢銷藝人冠軍，連續兩年成為全球銷量年冠的藝人，亦是全球首個連續兩年獲得年冠的藝人。而英語單曲〈Butter〉亦獲得全球暢銷單曲第4名，成為防彈少年團第二首進榜單曲。
4月21日，迷你六輯《MAP OF THE SOUL : PERSONA》主打曲〈Boy With Luv〉音樂錄影帶歷時1105天突破15億觀看次數，成為韓國男團史上最初以及最快破15億的歌曲。
5月16日，防彈少年團於《第29屆美國告示牌音樂獎》獲頒「最佳團體」、「Top Song Sales Artist」以及「Top Selling Song」共三個獎項，七項提名共三項獲獎，成為在該頒獎典禮提名及獲獎數目最多的團體。
6月10日，發行講述出道9年故事的精選專輯《Proof》。專輯包含主打曲〈Yet To Come (The Most Beautiful Moment)〉在內，〈奔跑吧防彈 (Run BTS)〉、〈For Youth〉等3首新歌，以及歷代專輯的主打曲、展現7名成員多彩魅力的個人solo曲和Unit曲、未發行曲、特別版本，3張CD共收錄48首歌曲，是迎來出道9週年的防彈少年團結束第一篇章的特別專輯。6月11日，精選輯《Proof》僅發行一天銷量便突破215萬5363張，主打曲〈Yet To Come〉取得97個國家及地區iTunes單曲榜一位，並以717萬8605個串流量空降Spotify全球榜單第3名。
6月15日，經紀公司BIGHIT MUSIC方面表示：「防彈少年團將同時進行團體活動和個人活動，開始新的篇章，是成員們各自透過各種活動成長的時期，期待能成為防彈少年團今後長久發展下去的養分」。
6月17日，英語單曲〈Dynamite〉的音樂錄影帶歷時661天突破15億觀看次數，成為韓國團體中最快突破15億觀看次數的音樂錄影帶，亦是防彈少年團歌曲中繼〈Boy With Luv〉後第2首突破15億觀看次數的音樂錄影帶。
6月20日，精選輯《Proof》空降美國告示牌Billboard 200一位，至此，防彈少年團已經擁有六張Billboard 200冠軍專輯，並成為Billboard 200歷史上首個擁有六張非英語冠軍專輯的歌手。6月21日，主打曲〈Yet To Come〉空降Billboard Hot 100第13名，收錄曲〈奔跑吧防彈 (Run BTS)〉空降第73名。

### 2022年下半年至今：j-hope、Jin、RM、SUGA（Agust D）相繼發行個人首張solo專輯及單曲、三度入圍《葛萊美獎》
7月1日，成員j-hope發行《Jack in the Box》的先行曲〈MORE〉，是融入此張專輯核心訊息的歌曲之一，該曲坦誠地表達了想展現更多面貌的野心和熱情。〈MORE〉發行首日取得84個國家及地區iTunes單曲榜一位，並空降Spotify全球榜單第9名。12日，〈MORE〉空降Billboard Hot 100第82名。

7月15日，成員j-hope個人專輯《Jack in the Box》所有曲目公開，正式成為團內首位以個人身分出道的成員。專輯借用玩具盒的概念，以全新的面貌走出盒子外的世界，展現j-hope的世界，是j-hope以音樂寫下的自傳。專輯的開始由Intro歌曲和延續專輯前半部和後半部分的Interrude歌曲共10首歌曲組成。主打曲〈방화 (Arson)〉是一首表達j-hope站在選擇的十字路口苦惱的歌曲，與先行曲〈MORE〉為《Jack In the Box》的雙主打。《Jack In The Box》發行首日取得49個國家及地區iTunes專輯榜一位，主打曲〈방화 (Arson)〉取得62個國家及地區iTunes專輯榜一位，並空降Spotify全球榜單第15名，且全專歌曲皆進入Spotify全球榜單。26日，《Jack In The Box》空降Billboard 200第17名；主打曲〈방화 (Arson)〉空降Billboard Hot 100第96名。
8月5日，Benny Blanco發行與Snoop Dogg及成員Jin、Jimin、V、Jung Kook的合作單曲〈Bad Decisions〉，發行首日取得74個國家及地區iTunes單曲榜一位，並以415萬7585個串流量空降Spotify全球榜單第7名。8月16日，〈Bad Decisions〉以首周1010萬個串流量、6.6萬銷量及310萬個電台聽眾量，空降Billboard Hot 100第10名，成為防彈少年團第10首空降Billboard Hot 100前十的歌曲。
10月28日，成員Jin發行個人solo單曲《The Astronaut》，由Jin參與作詞、Coldplay共同製作，是一首承載著對粉絲ARMY的愛意及感謝的歌曲。發行首日取得97個國家及地區iTunes單曲榜一位，並空降Spotify全球榜單第17名。11月8日，《The Astronaut》空降Billboard Hot 100第51名。
11月15日，防彈少年團憑藉〈Yet To Come (The Most Beautiful Moment)〉入圍第65屆葛萊美獎的「最佳音樂錄影帶」，並以與Coldplay的合作曲〈My Universe〉入圍「最佳流行組合或團體」，且收錄此首歌曲的Coldplay專輯《Music Of The Spheres》也獲得了「年度專輯」的提名。至此，防彈少年團已連續三年入圍葛萊美獎。
12月2日，成員RM個人專輯《Indigo》正式發行，是一張承載著RM真實的感情和苦惱，如同日記般的專輯，也是RM的20代的最後紀錄。專輯包含主打曲在內，共收錄10首歌曲。主打曲〈들꽃놀이 (Wild Flower)〉由韓國搖滾樂團Cherry Filter主唱趙宥珍參與feat。是一首講述RM的希望與困惑的歌曲，比起看似華麗卻很快消失的煙花，更想以平靜的野花生活下去。《Indigo》發行首日取得67個國家及地區iTunes專輯榜一位，主打曲〈들꽃놀이 (with 趙宥珍)〉取得87個國家及地區iTunes專輯榜一位，並以360萬4749個串流量空降空降Spotify全球榜單第13名，且全專歌曲皆進入Spotify全球榜單。
12月12日，成員RM個人專輯《Indigo》發行首周空降美國告示牌Billboard 200第15名，主打曲〈들꽃놀이 (with 趙宥珍)〉空降Billboard Hot 100第83名。12月26日，《Indigo》實體專輯在美國發行後，以8.3萬總積分登上Billboard 200榜單第3名，創下韓國solo歌手在該榜單的最高紀錄。